# Lotsenboot

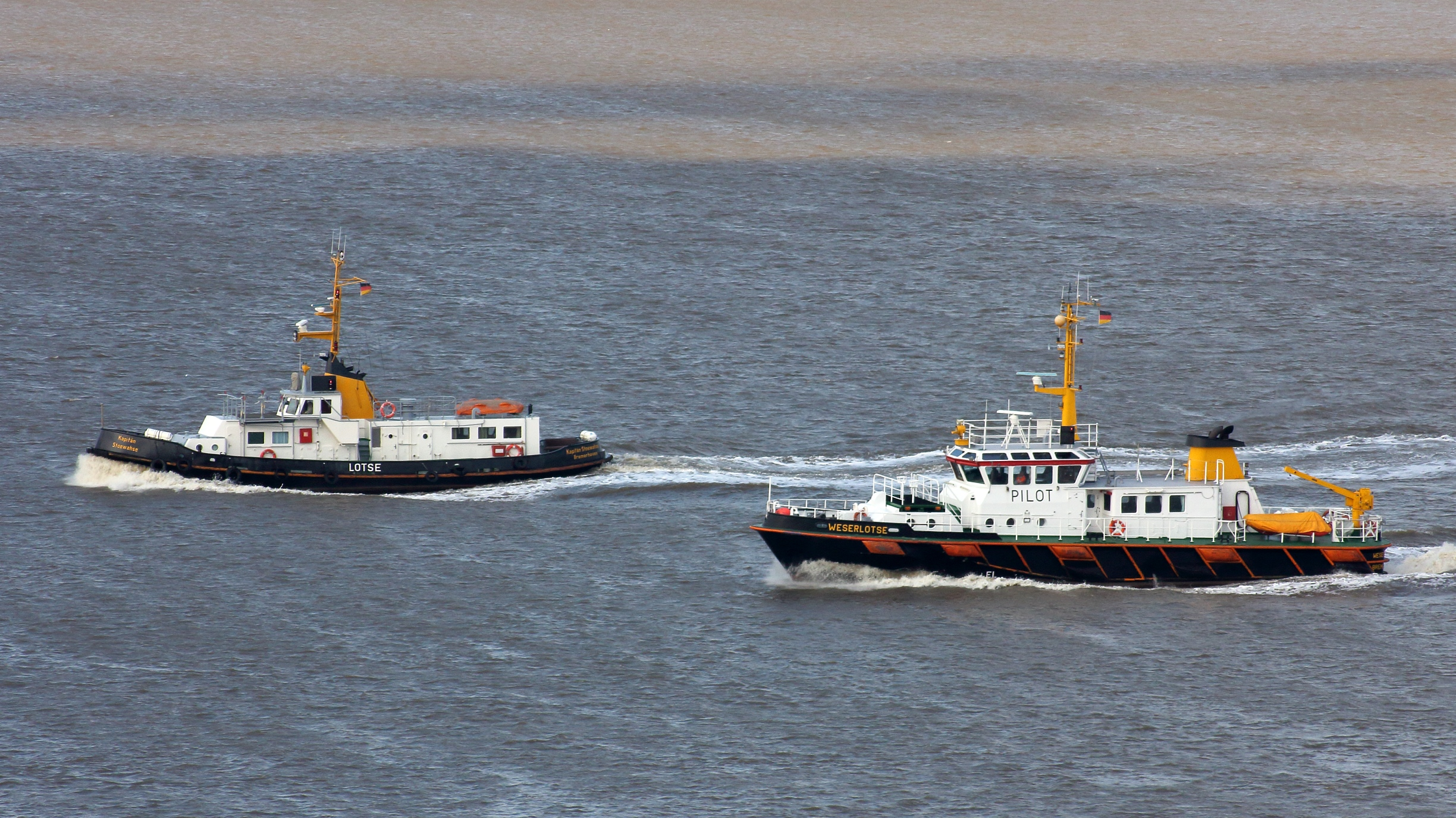
Lotsenversetzer Kapitän Stoewahse (Bj. 1968) und Weserlotse (Bj. 1996)

Ein Lotsenboot oder Lotsenversetzboot, kurz Lotsenversetzer oder Versetzboot (VB) ist ein speziell konstruiertes Boot, das Lotsen zu einem zu lotsenden Schiff bringt (versetzt) oder nach der Lotsung abholt (ausholt).

## Geschichtliche Entwicklung
Die ersten Lotsen waren vermutlich Fischer, die von ortsfremden Seefahrern aufgrund ihrer Orts- und Revierkenntnisse für Lotsungen angefragt wurden. Mit dem Anwachsen des Seehandels während der Hansezeit wuchs der Bedarf an Lotsen. Im Laufe der Zeit wurde der Beruf des Lotsen professionalisiert. In Deutschland wurden im 17. Jahrhundert für erste Reviere Lotsenreglements und Lotsenexamen eingeführt.
Für den Versetzdienst kamen je nach örtlichen Gegebenheiten Ruder- oder Segelboote zum Einsatz. Die technischen Fortschritte im Bootsbau fanden auch bei den Versetzbooten ihren Niederschlag. Es kam sogar zu speziellen Entwicklungen. Zu nennen sind bei den Ruderbooten beispielsweise die Cornish pilot gigs, mit denen noch heute jährlich stattfindende Weltmeisterschaften auf den Isles of Scilly durchgeführt werden. Bei den Segelbooten kamen ab Mitte des 19. Jahrhunderts die einmastigen Bristol Channel pilot cutter oder die zweimastigen Lotsenschoner auf. Sie ersetzten die noch früher gebräuchlichen Lotsenkutter und -galioten.
Die Boote wurden auch auf Geschwindigkeit ausgerichtet, denn der Lotse, der als erster am zu lotsenden Schiff ankam, erhielt im Regelfall den Lotsauftrag und damit das Lotsgeld. Diese „freie Jagd“ wich 1756 bei den im deutschen Nordseeraum maßgeblichen Helgoländer Lotsen der Reihenfahrt oder Börtfahrt, die sich mehr oder weniger schnell in Deutschland und vielen europäischen Ländern durchsetzte.
Im Rahmen der technischen Entwicklung begannen die Lotsengesellschaften im ausgehenden 19. Jahrhundert damit, dampfgetriebene Lotsenboote und -schiffe einzusetzen. Nach dem Zweiten Weltkrieg setzten sich Motorboote und -schiffe durch.

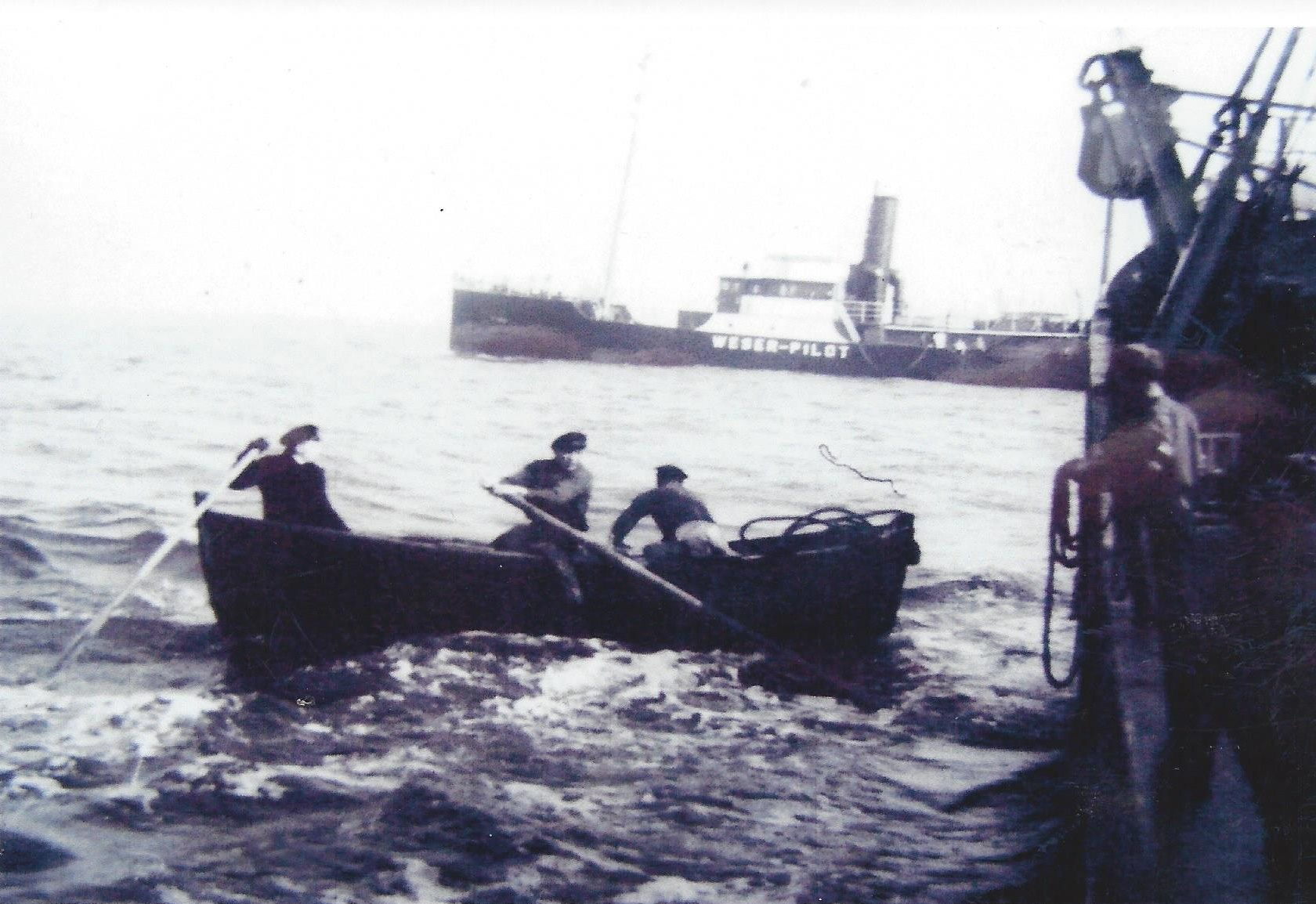
Lotsenversetzen mit dem Ruderboot vom Lotsendampfer in der Außenweser (1947)
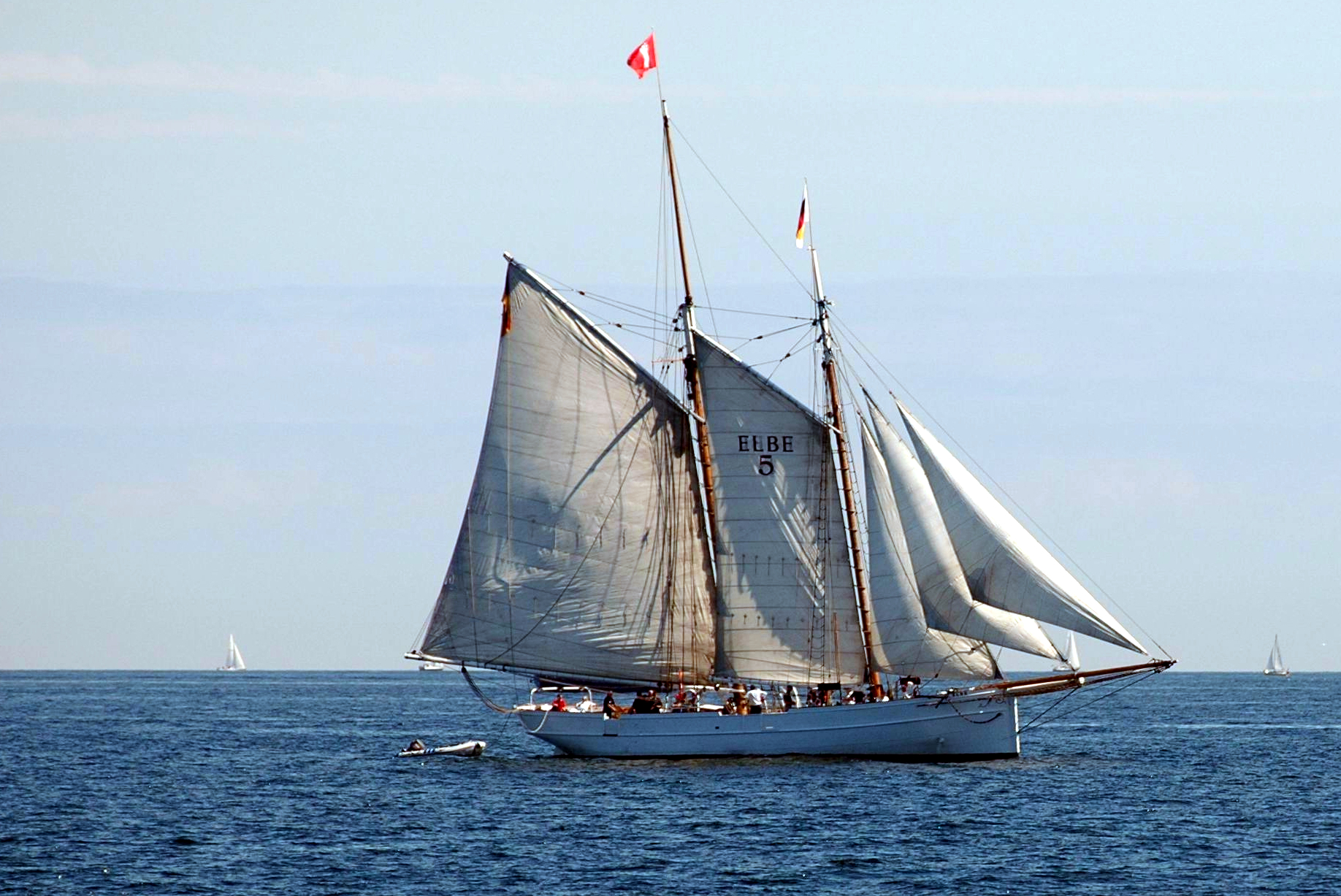
Lotsenschoner No 5 Elbe (Bj. 1883)
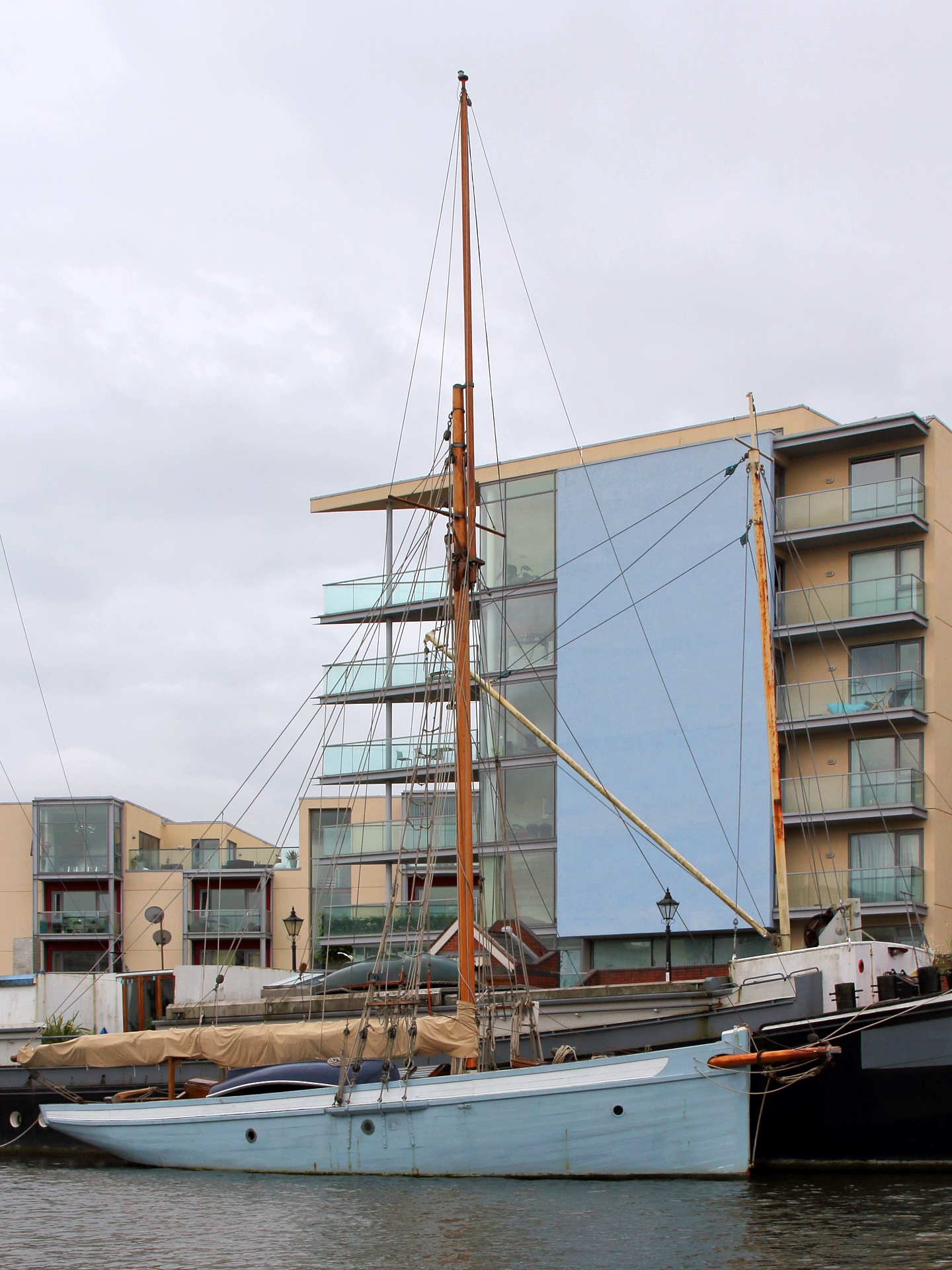
Peggy, ehemaliger Bristol Channel pilot cutter Nr. 10 Wave (Bj. 1904)
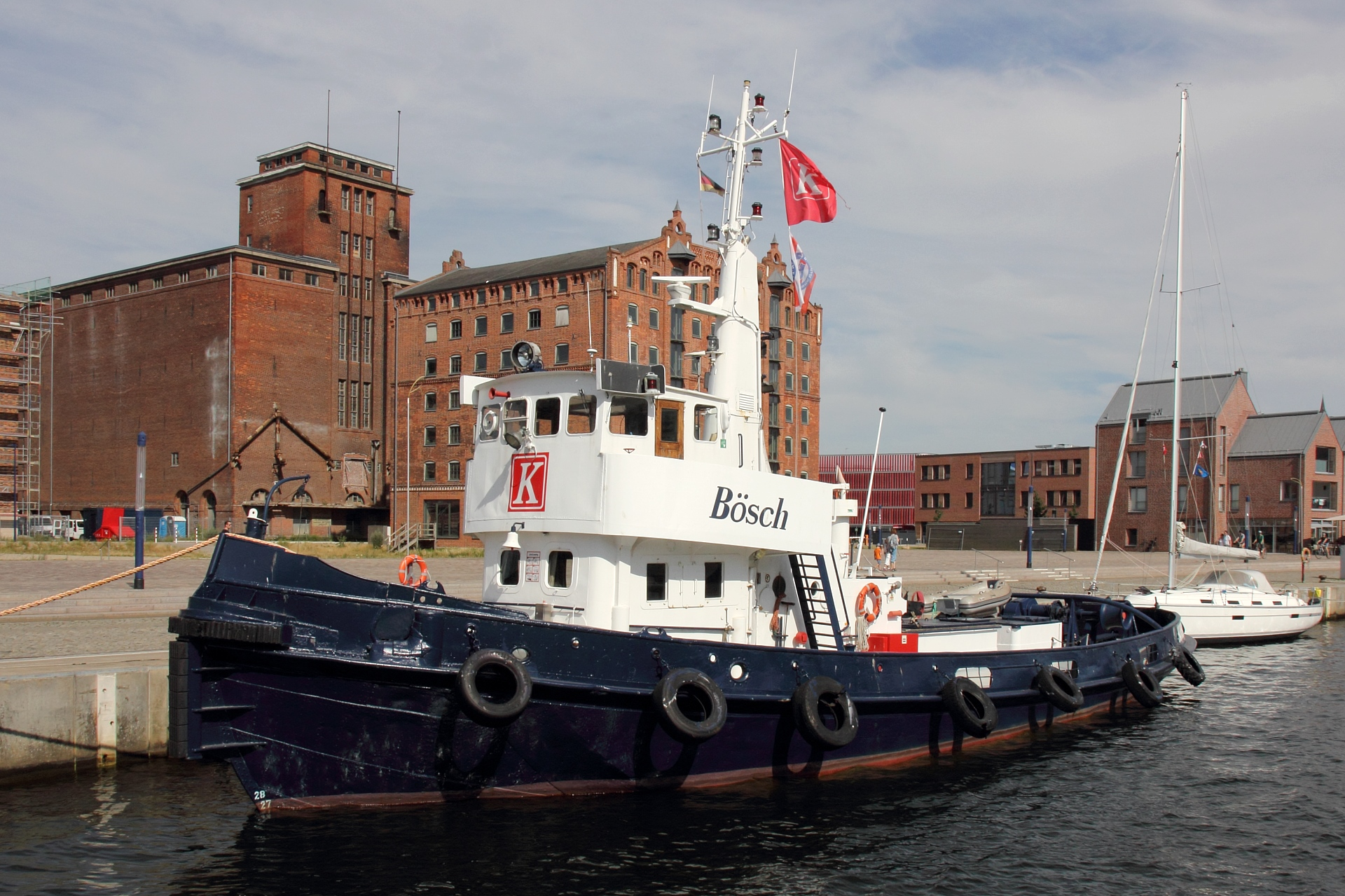
Ehemaliger Lotsenschlepper Bösch (Bj. 1931)
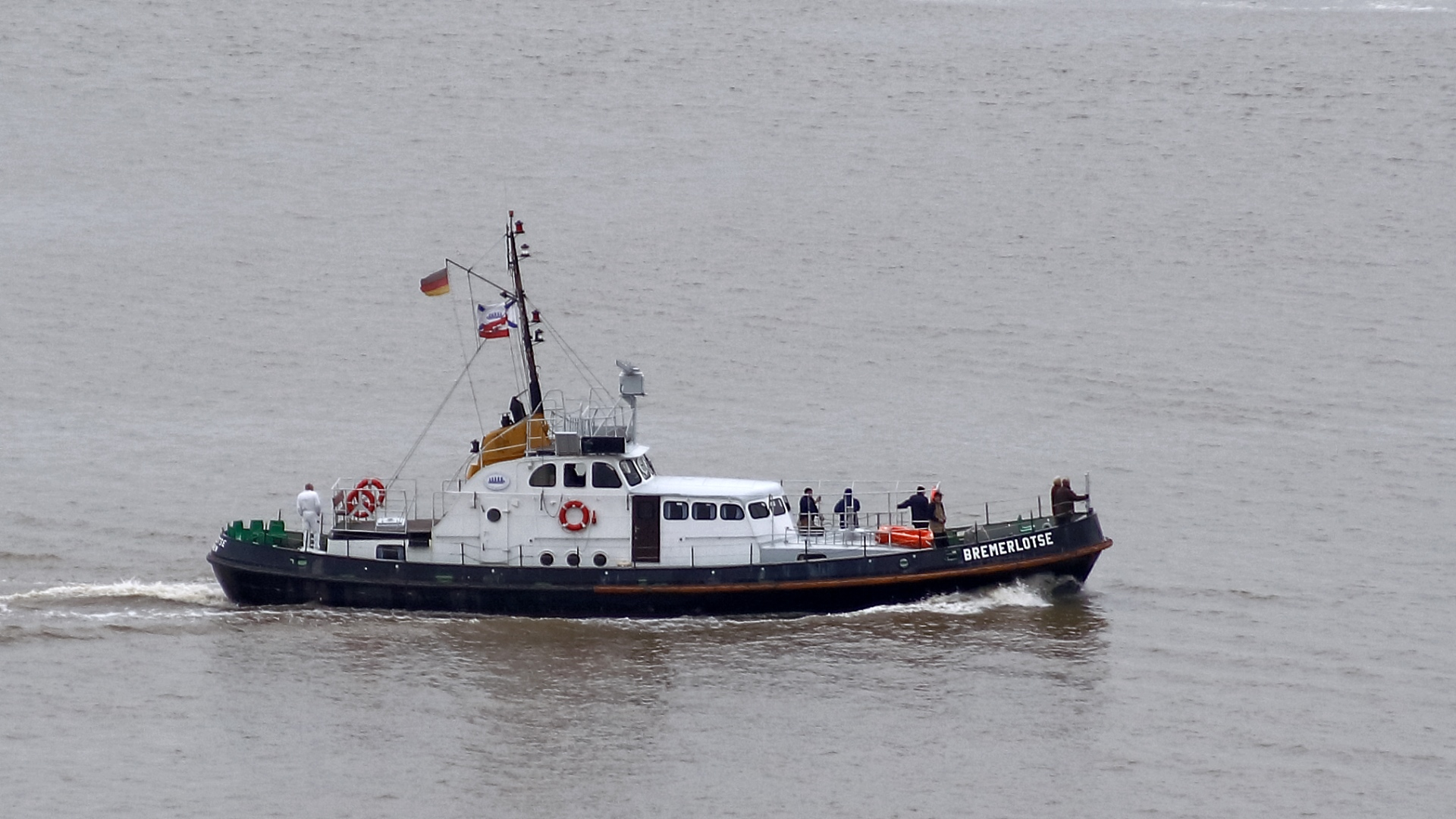
Früherer Lotsenversetzer Bremerlotse (Bj. 1956)
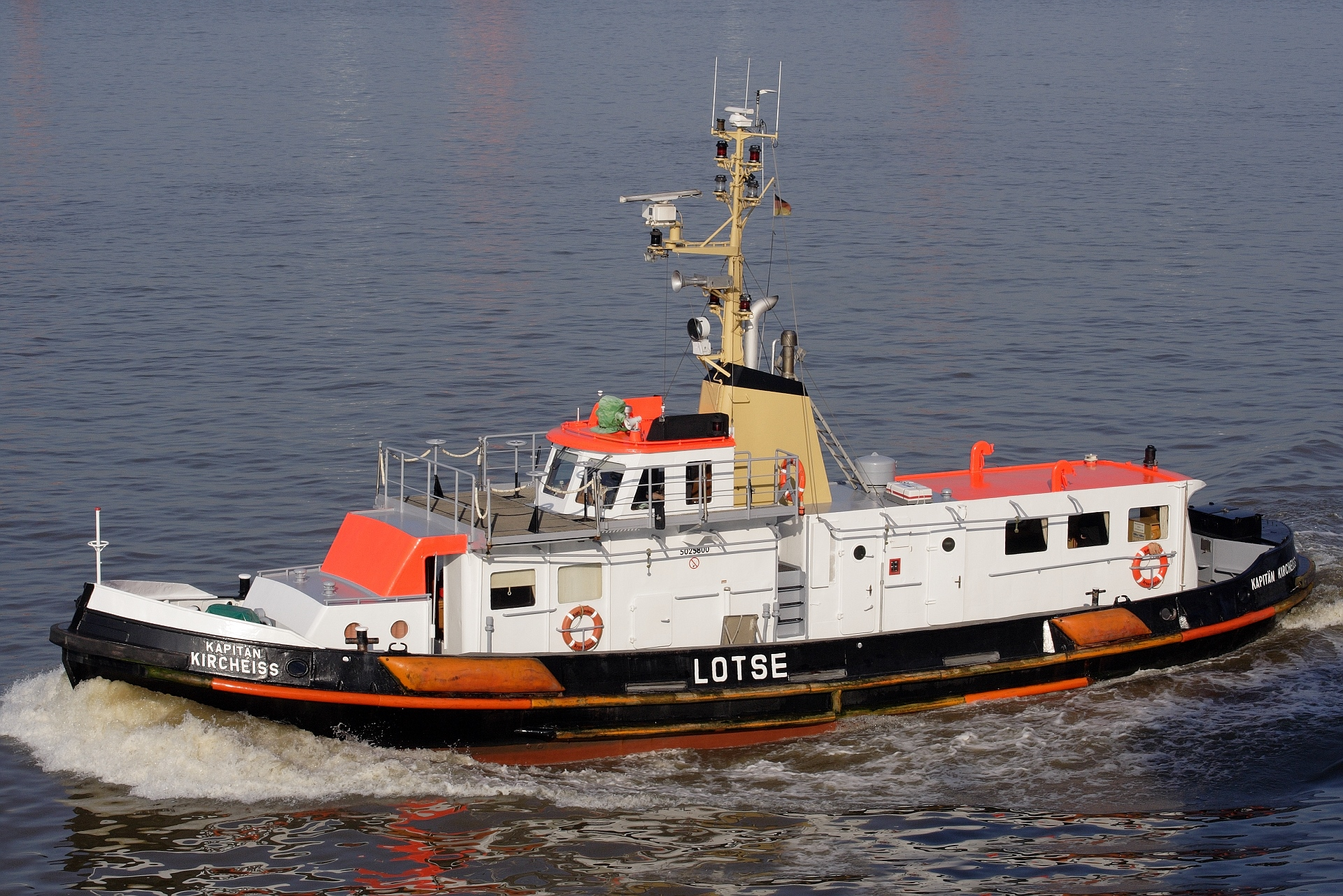
Früherer Lotsenversetzer Kapitän Kircheiss (Bj. 1961)

## Lotsenstationen
Lotsenboote operieren von Lotsenstationen aus, die sich üblicherweise an Land befinden. In Deutschland sind Lotsenboote in folgenden Häfen bzw. Orten stationiert:
- auf Borkum und in Emden für die Ems
- in Wilhelmshaven für die Außen- und Innenjade
- in Bremerhaven für die Außen- und Unterweser und die Häfen in Bremerhaven
- in Cuxhaven, Brunsbüttel und Hamburg-Seemannshöft für die Außen- und Unterelbe sowie den Hamburger Hafen
- in Brunsbüttel, Rüsterbergen und Kiel-Holtenau für den Nord-Ostsee-Kanal
- in Kiel-Holtenau, am Leuchtturm Kiel und in Lübeck-Travemünde für die Lotsreviere an der Ostsee in Schleswig-Holstein
- in Timmendorf auf der Insel Poel, Rostock-Hohe Düne, Barhöft und Freest für die Lotsreviere in Mecklenburg-Vorpommern

### Lotsenstationsschiffe
In Deutschland gibt es darüber hinaus zwei schwimmende Lotsenstationen: nördlich von Wangerooge vor der Mündung von Weser und Jade sowie nordwestlich von Cuxhaven vor der Elbemündung. Sie sind mit den nach dem SWATH-Prinzip gebauten Lotsenstationsschiffen Elbe (Baujahr 2009) und Weser (Baujahr 2010) besetzt. Als Reserveschiff steht die Hanse (Baujahr 2000) zur Verfügung, die regelmäßig zum Einsatz kommt, wenn die Weser oder Elbe ihre Position verlassen, um die Crew auszutauschen und Vorräte aufzufüllen. Diese Lotsenstationsschiffe ersetzten die sechs seit Ende der 1950er Jahre gebauten Lotsenstationsschiffe der Kommodore-Rolin-Klasse, die zusätzlich auch noch bis zum September 2012 eine Station vor der Emsmündung besetzten. Bis zur Inbetriebnahme des Leuchtturms Kiel im Jahr 1967 war das zuvor dort stationierte Feuerschiff Kiel ebenfalls eine schwimmende Lotsenstation. Es handelt sich bei dem Schiff um die heutige Alexander von Humboldt.
Vor Belgien gibt es die schwimmende Lotsenstation Wandelaar und in Frankreich ist das Lotsenstationsschiff La Couronnée IV vor der Mündung der Loire im Einsatz.
Diese Stationsschiffe ähneln kleinen Hotelbetrieben. Lotsen, die Schiffe seewärts gelotst haben, werden von ihnen aufgenommen, verpflegt und können auch übernachten. Bei nächster Gelegenheit übernehmen die Lotsen einkommende Schiffe. An diesen schwimmenden Lotsenstationen übernehmen in Deutschland vorrangig SWATH-Tender und Boote der Kraken-Klasse (siehe unten) den Versetzdienst.

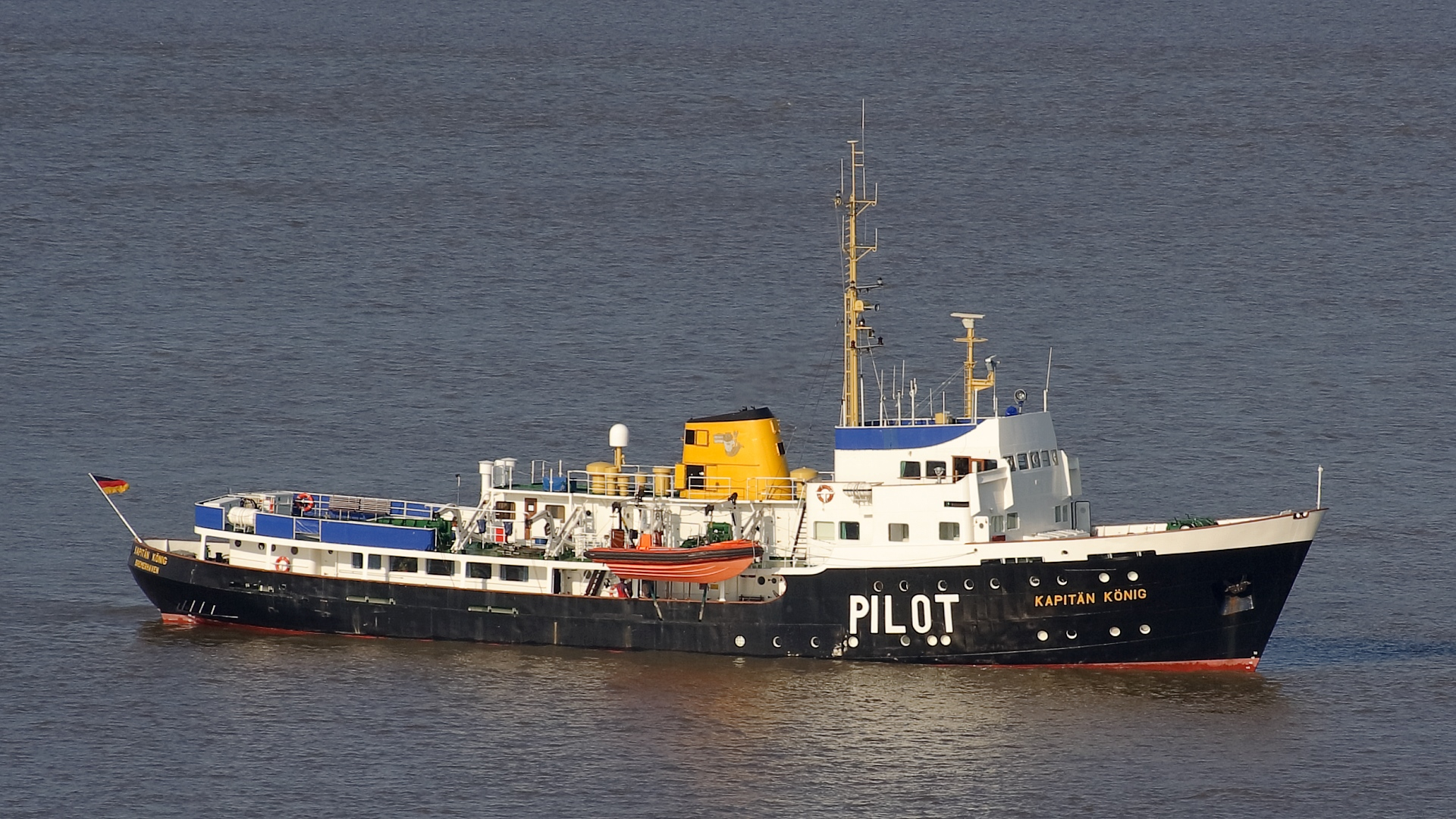
Lotsenstationsschiff Kapitän König der Kommodore-Rolin-Klasse (Bj. 1963)
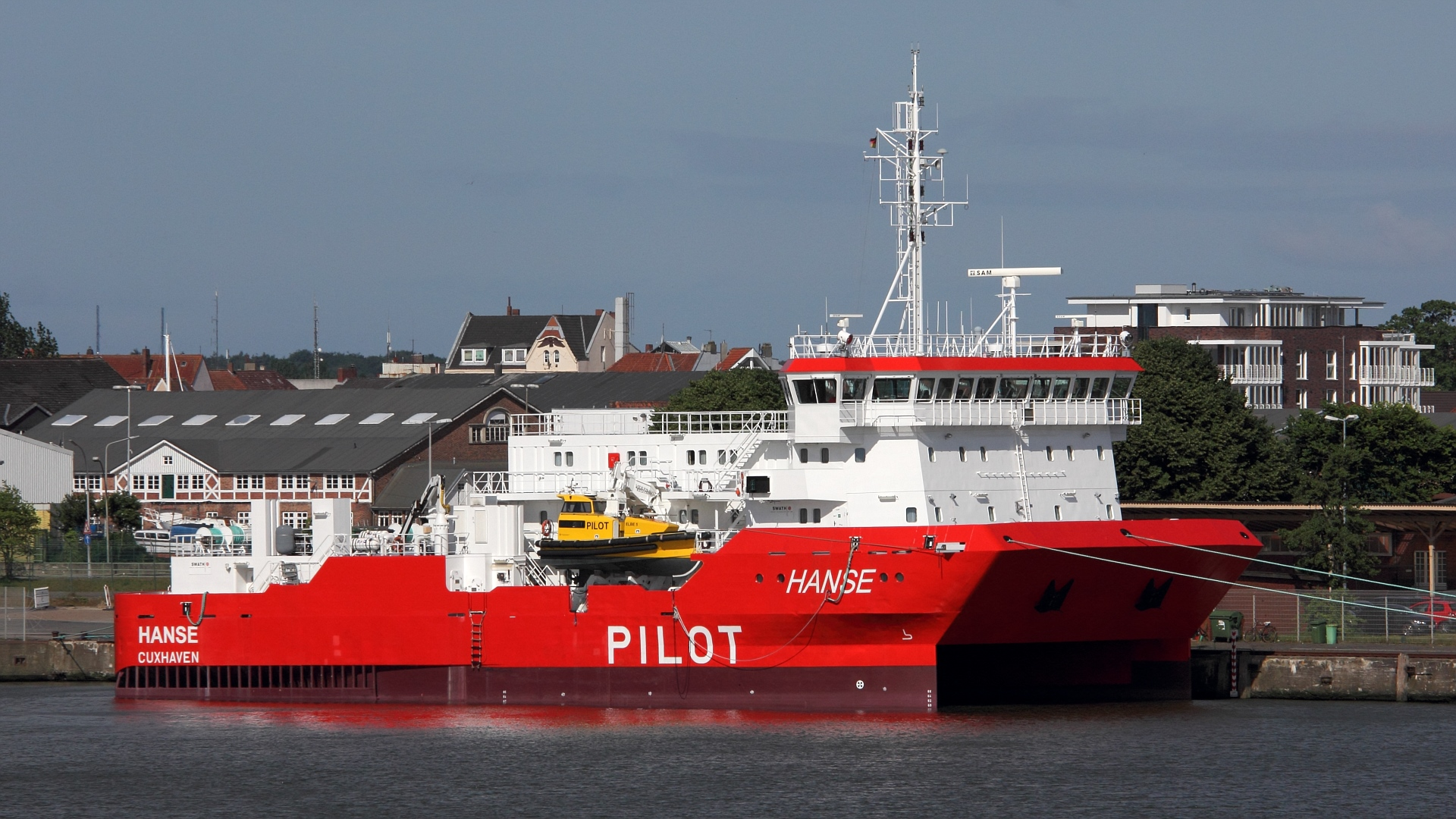
SWATH-Lotsenstationsschiff Hanse
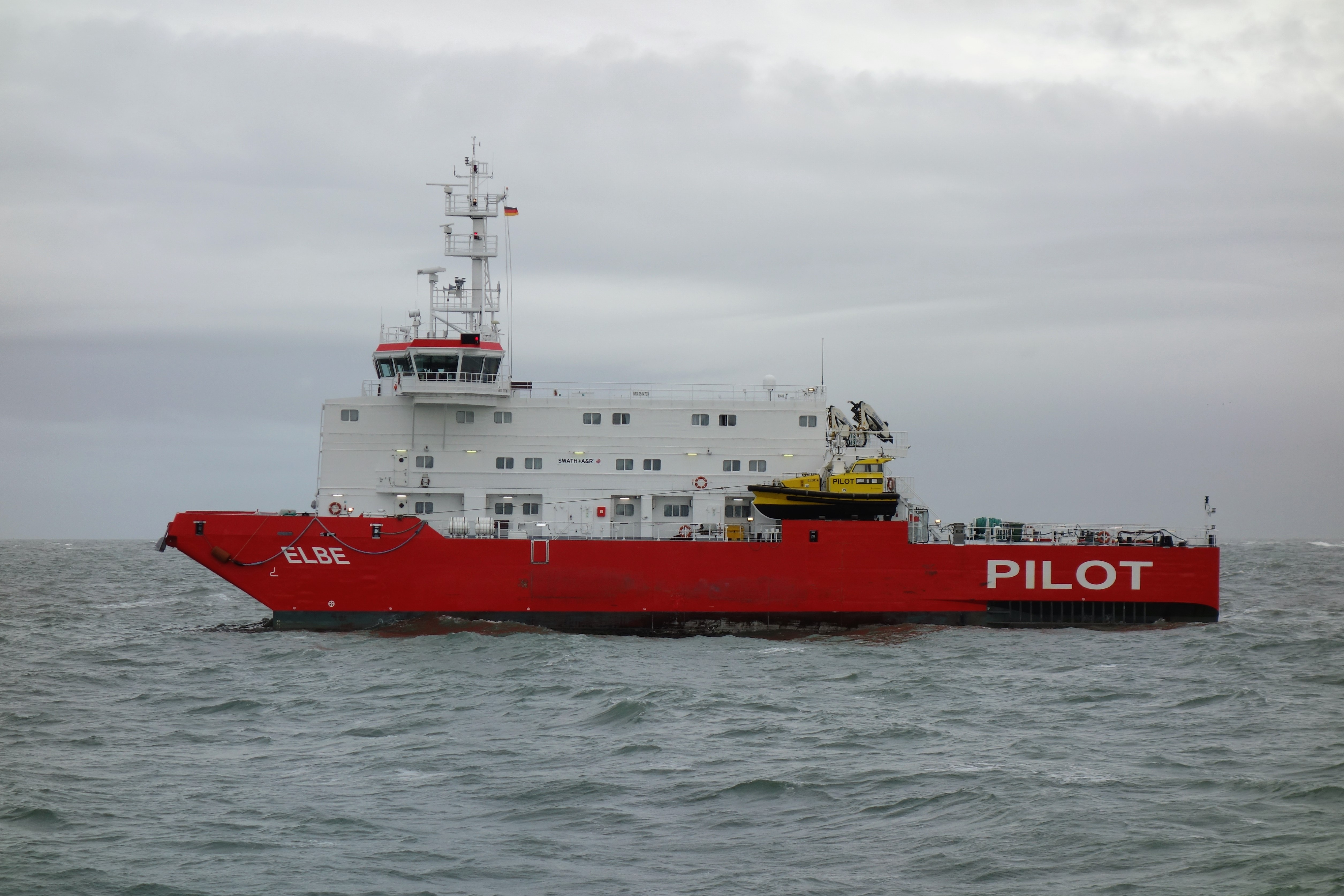
SWATH-Lotsenstationsschiff Elbe
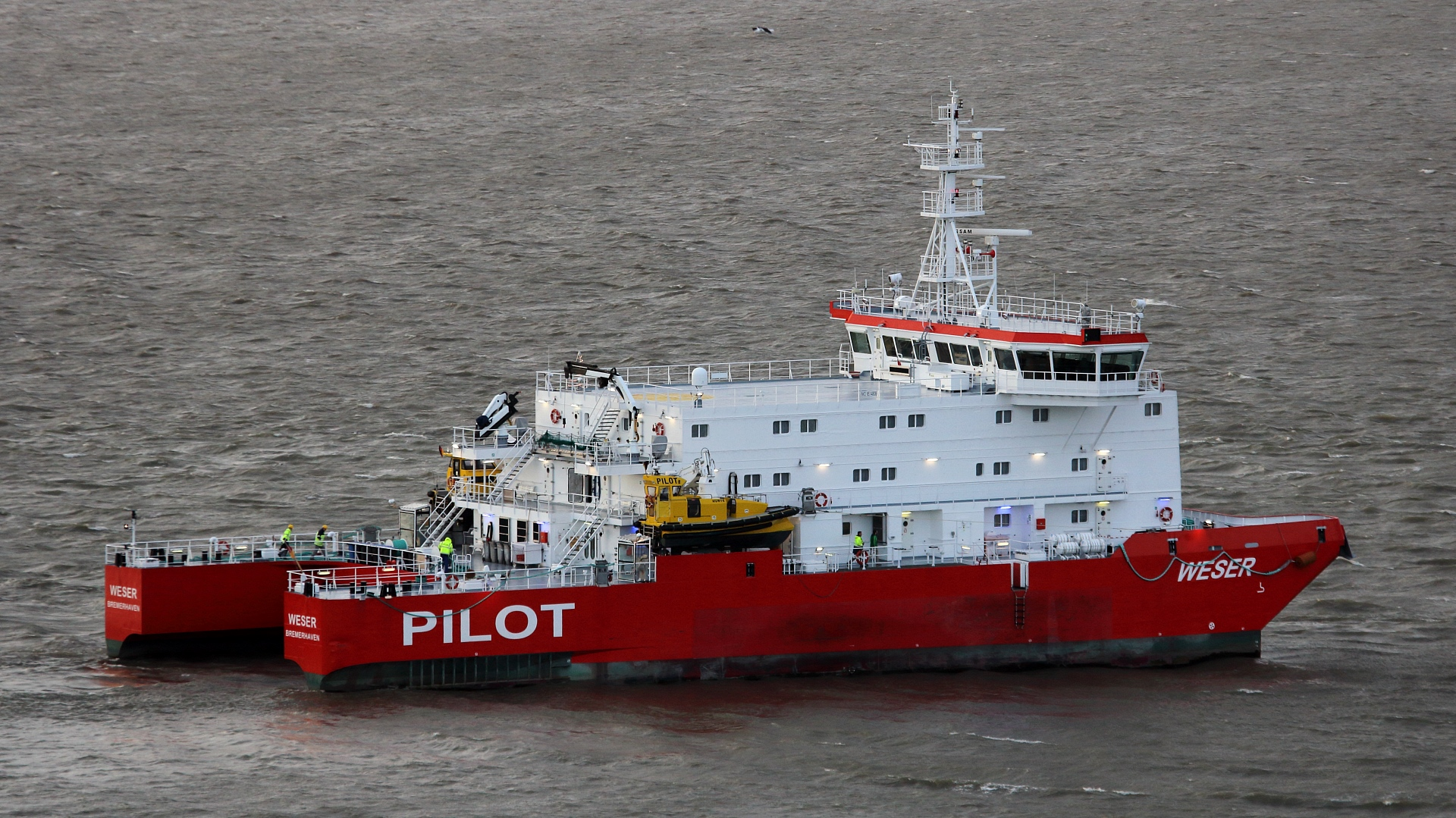
SWATH-Lotsenstationsschiff Weser
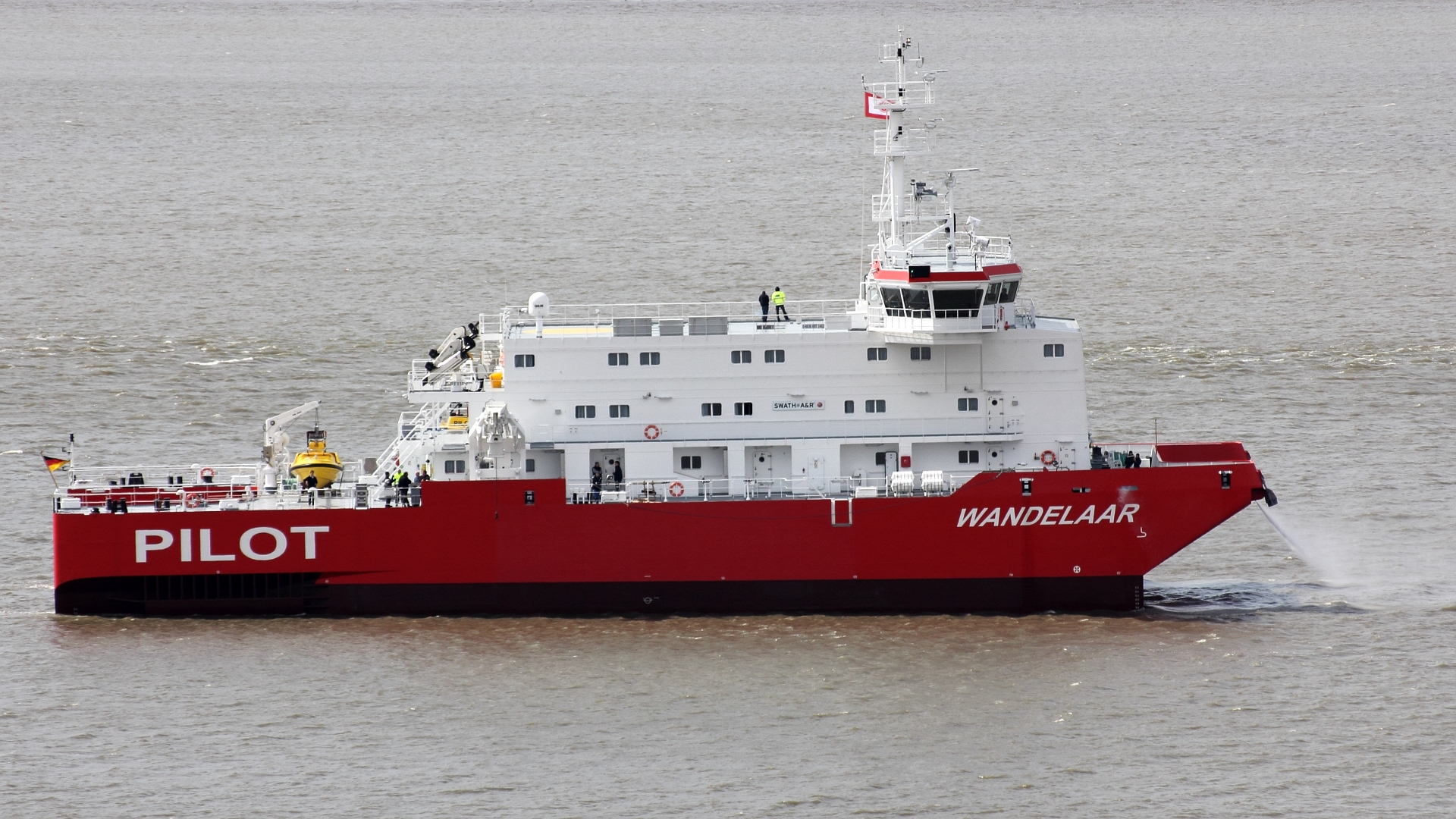
Belgisches SWATH-Lotsenstationsschiff Wandelaar
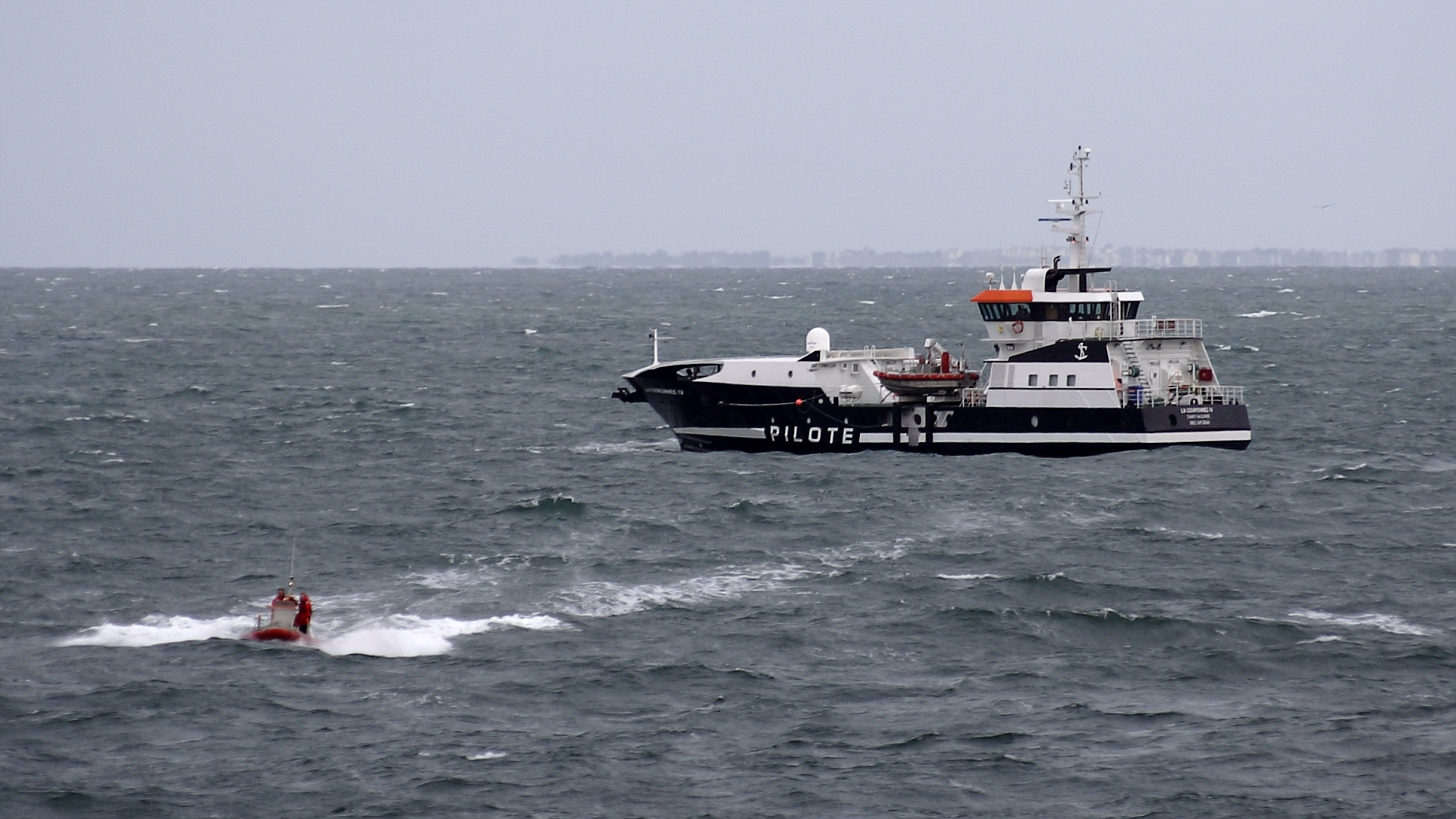
Französisches Lotsenstationsschiff La Couronnée IV

## Lotsenversetzboote
Bei der Entwicklung der Lotsenversetzboote spielen unterschiedliche Rumpfformen eine Rolle, die an die Bedingungen in den Lotsrevieren der Seelotsen bzw. Hafenlotsen angepasst sind.
In der Binnenschifffahrt gibt es keine speziellen Lotsenboote. Auf dem Mittelrhein gibt es zwar ein Schiff mit dem Namen Pilot. Dabei handelt es sich aber um einen Vorspannschlepper, der schwach motorisierte Binnenschiffe durch Stromabschnitte mit starker Strömung zieht.
Bei modernen Lotsenbooten sind rundum Gummikanten bzw. -wülste angebracht, die die sonst in der Schifffahrt üblichen Fender ersetzen. An älteren Versetzbooten sieht man nach wie vor alte Autoreifen, die ein Scheuern der Bordwände verhindern.
Der Lotse steigt während der Fahrt vom Lotsenversetzer auf das zu lotsende Schiff. Dazu nähert sich das Versetzboot auf der zuvor abgesprochenen Seite dem Schiff und steuert den Übergangspunkt von achtern an. Außerdem muss die abgesprochene Geschwindigkeit von Schiff und Versetzer angeglichen und eingehalten werden.
Vielfach sind die Lotsenboote mit Stufen- und Podestkonstruktionen versehen, um den Lotsen einen möglichst gefahrlosen Übergang zum zu lotsenden Schiff zu ermöglichen. Dieser Übergang kann je nach Ausstattung des zu lotsenden Schiffes mit einer Lotsenleiter, einer Gangway oder durch eine Lotsenpforte erfolgen. Dabei spielt auch eine Rolle, wie hoch die Bordwand ist, ob das Schiff leer fährt oder wie tief es abgeladen ist. Im Regelfall unterstützt ein Matrose des Versetzbootes den Lotsen beim Übergang.
Bei Lotsenbooten gibt es meist keine herkömmliche Reling, sie würde einen Übergang des Lotsen erschweren. Vielmehr sind Handläufe, Haltegriffe und Sicherungen für Sorgleinen an den Aufbauten und nahe der Längsachse der Boote installiert. Rettungsmittel sind griffbereit. Einige der modernen Lotsenboottypen sind unsinkbar und selbstaufrichtend, z. B. die Pilot-ORC 190 Boote oder die Boote der Kraken-Klasse.
Lotsenversetzboote sind durch große Aufschriften an den Seiten als solche zu erkennen. In Deutschland ist der englische Ausdruck Pilot weit verbreitet, aber auch die Aufschrift Lotse ist noch zu finden. Die Aufschrift Pilot ist auch in Großbritannien, Irland, Schweden, Finnland, Polen und im Baltikum üblich. In den Niederlanden und Dänemark herrscht der Begriff Pilots vor, wird aber auch in Großbritannien verwendet. In Frankreich heißt es Pilote. In Norwegen ist der Begriff Los zu finden, in Spanien das Wort Practicos aber auch Pilot. Und in Portugal steht Pilotos an den Wänden der Boote.
Es gibt keine einheitliche Farbgestaltung bei den Lotsenversetzbooten. Im Ostseeraum herrschen bei Rumpf und Aufbauten orangerote Farben vor. An den europäischen Atlantikküsten und in der Nordsee dominieren weiße Aufbauten mit einem farbigen Rumpf in schwarz, dunkelblau, rot oder gelb.
Der in Deutschland (mit Ausnahme Mecklenburg-Vorpommern) für die Seelotsen tätige Lotsbetriebsverein e. V. teilt seine 39 Wasserfahrzeuge neben den Stationsschiffen in folgende Kategorien:
- SWATH und SWASH Tender
- Pilot-ORC 190 Boote
- Schweden Boote – Seebereich
- Kanalboote
- Schweden Boote (Dithmarschen-Klasse)
- Weitere Versetzfahrzeuge, darunter acht Boote der Kraken-Klasse

Die Lotsbetrieb GmbH Mecklenburg-Vorpommern und die Hafenlotsen Hamburg betreiben noch andere Typen von Lotsenbooten.

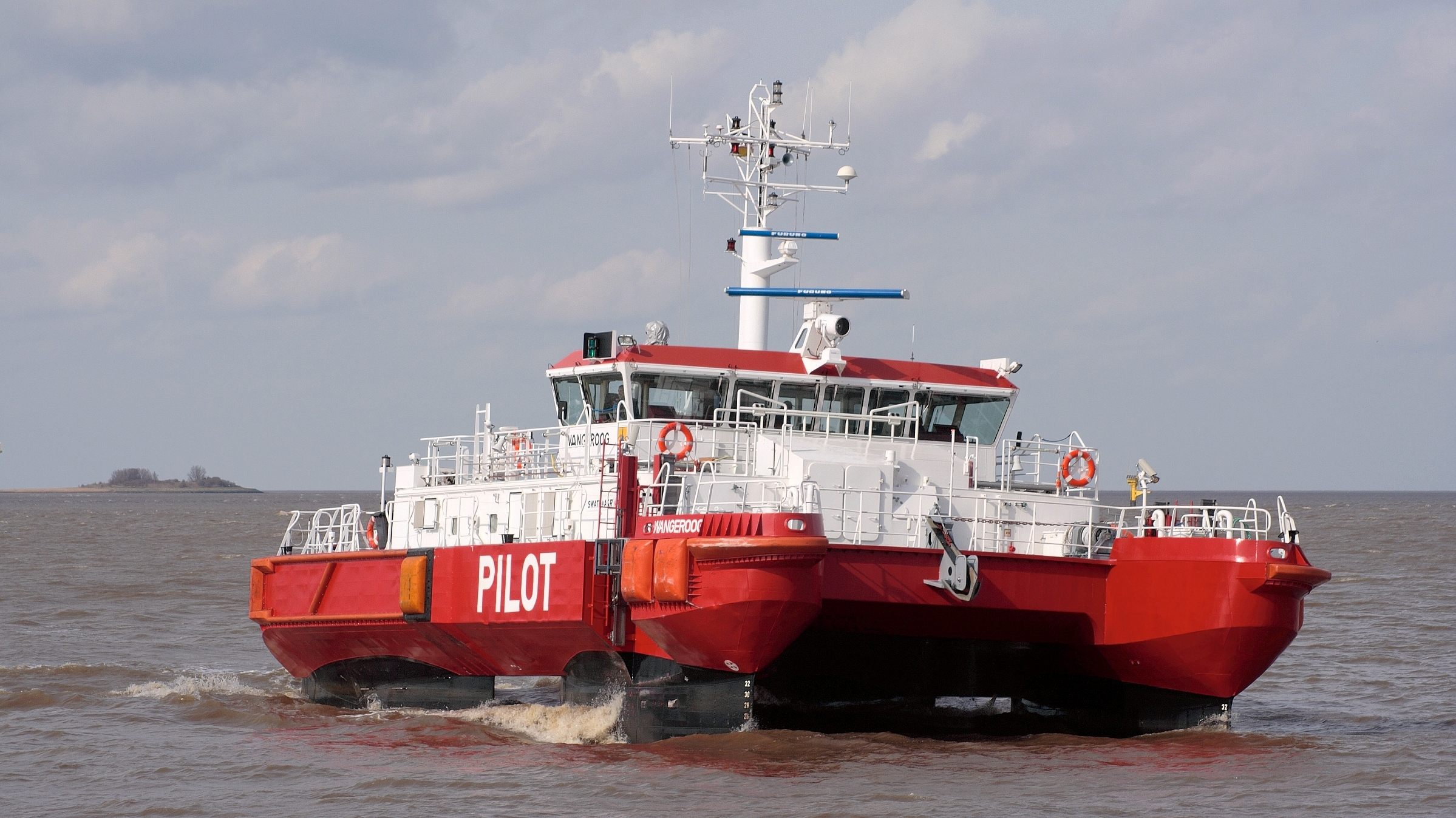
SWATH-Tender Wangeroog
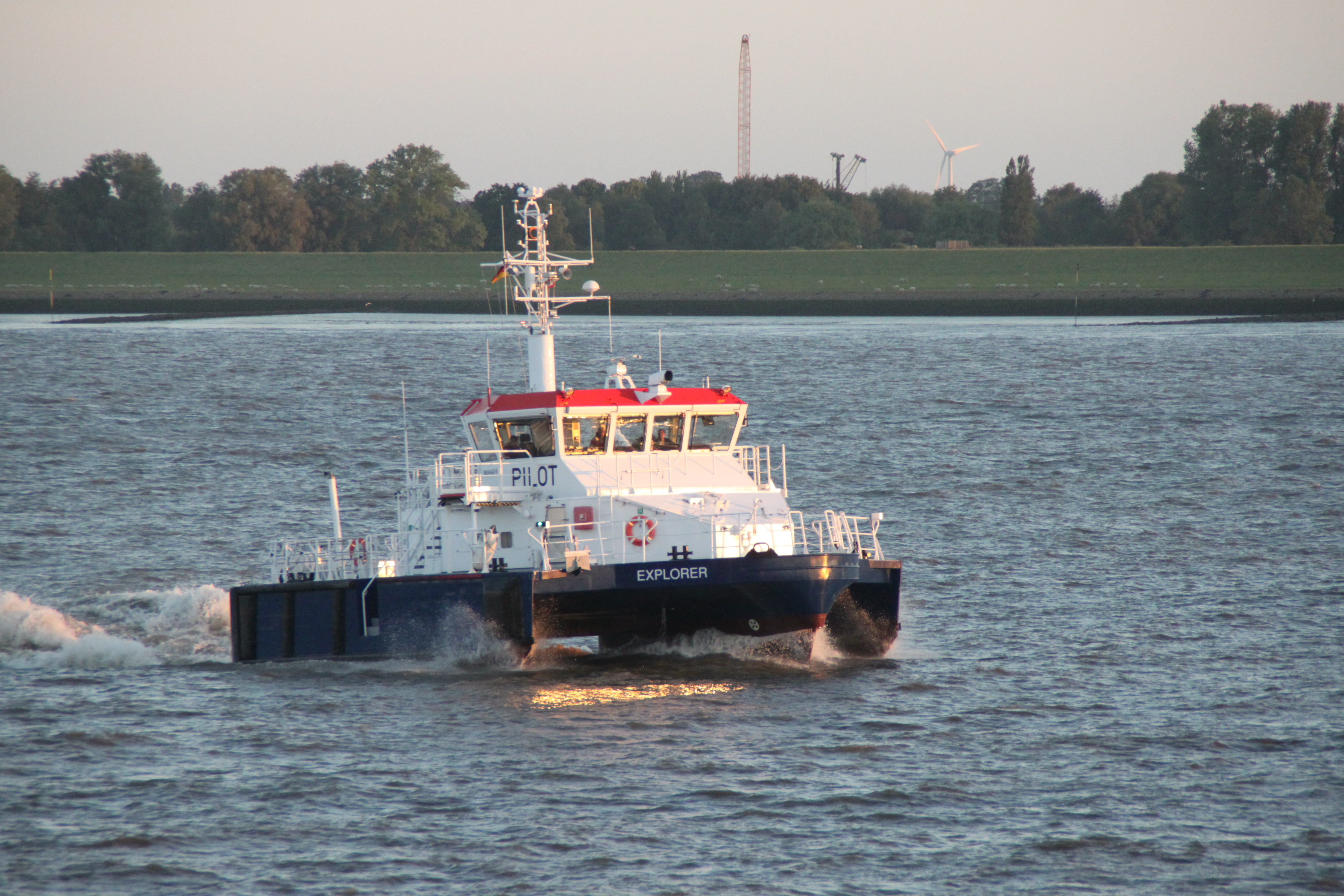
SWASH-Tender Explorer
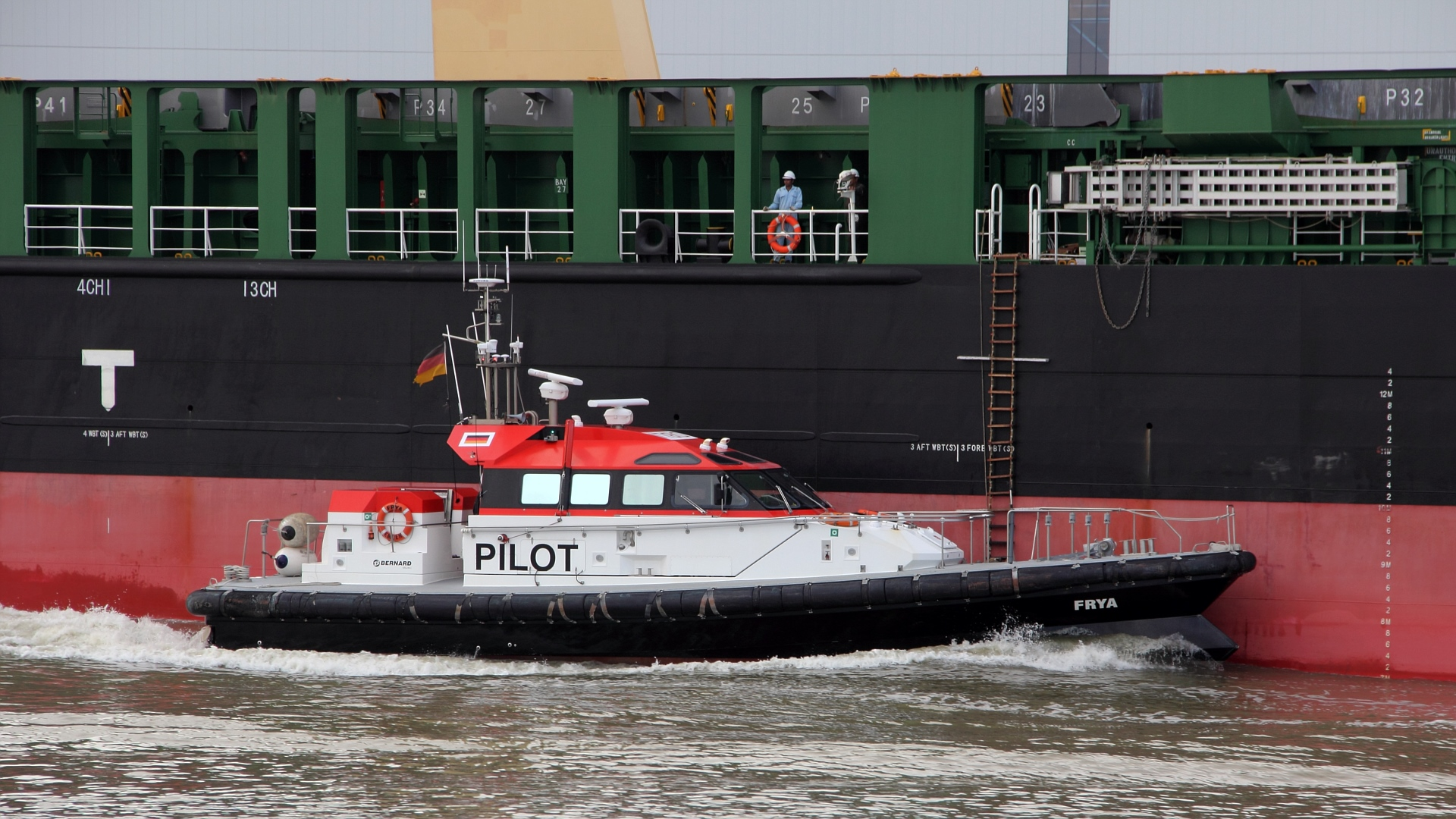
Lotsenboot Frya der Pilot-ORC 190-Klasse
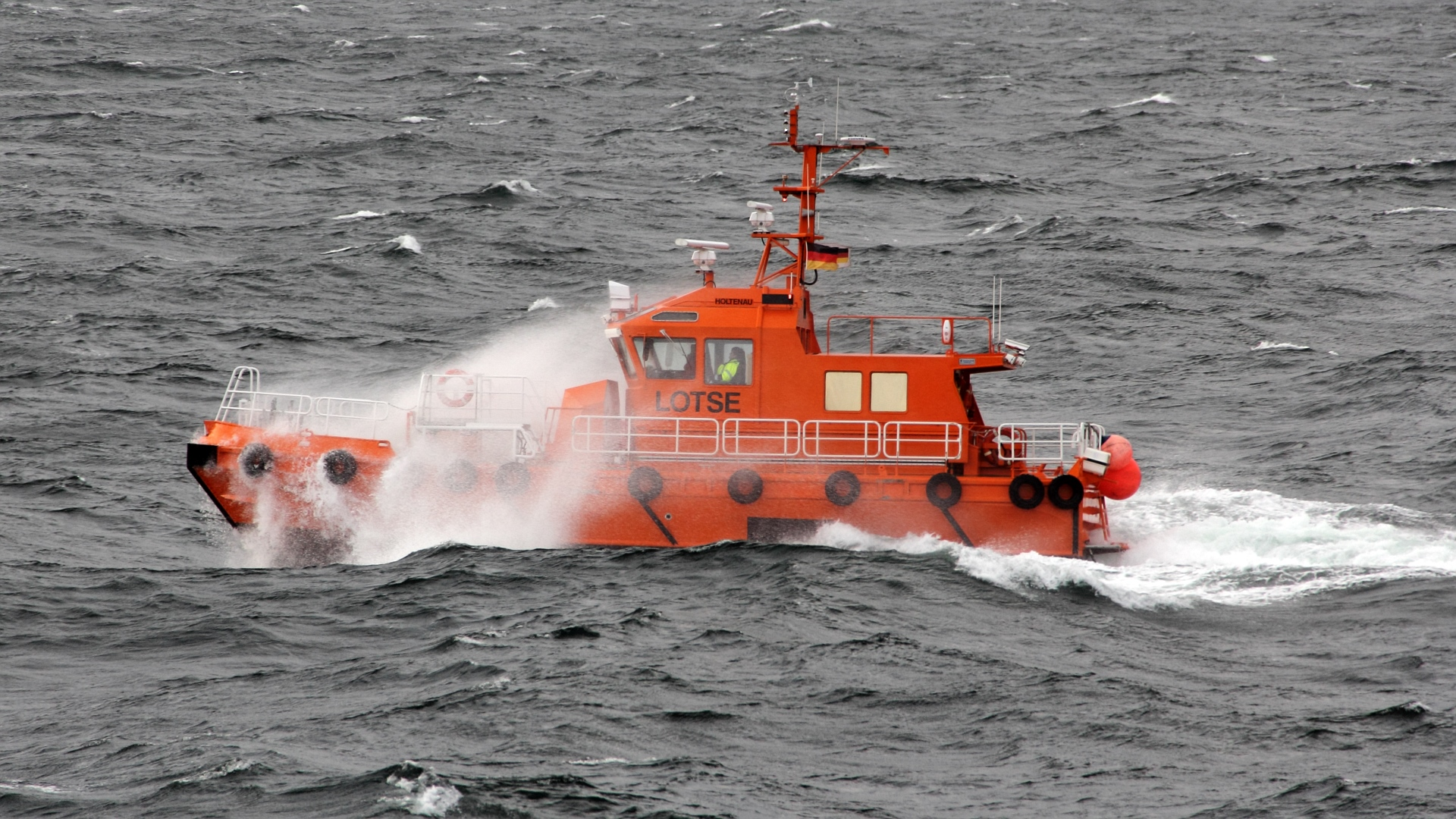
Schweden-See-Lotsenboot Holtenau in der Kieler Förde
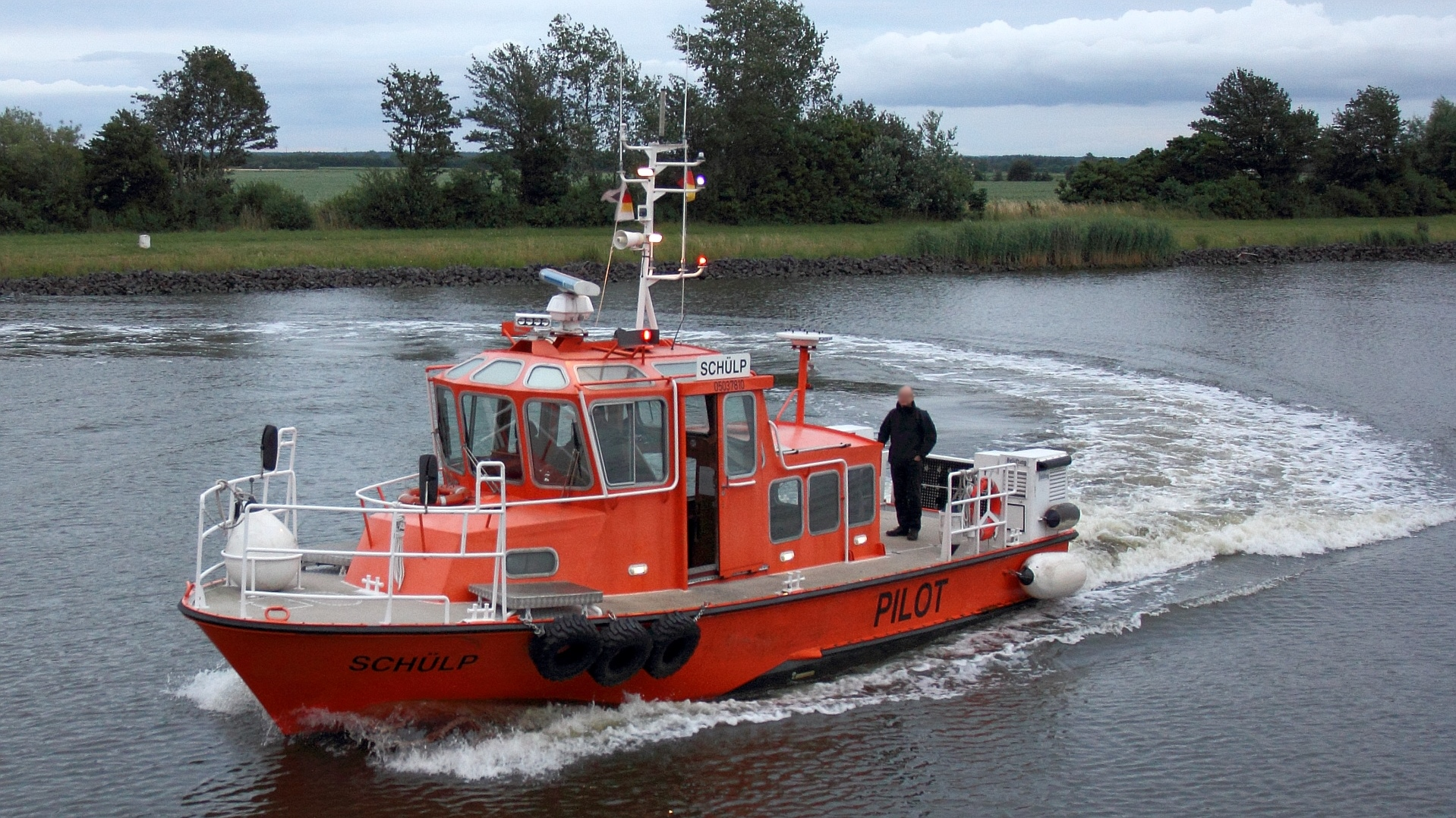
Kanal-Lotsenboot Schülp im Nord-Ostsee-Kanal
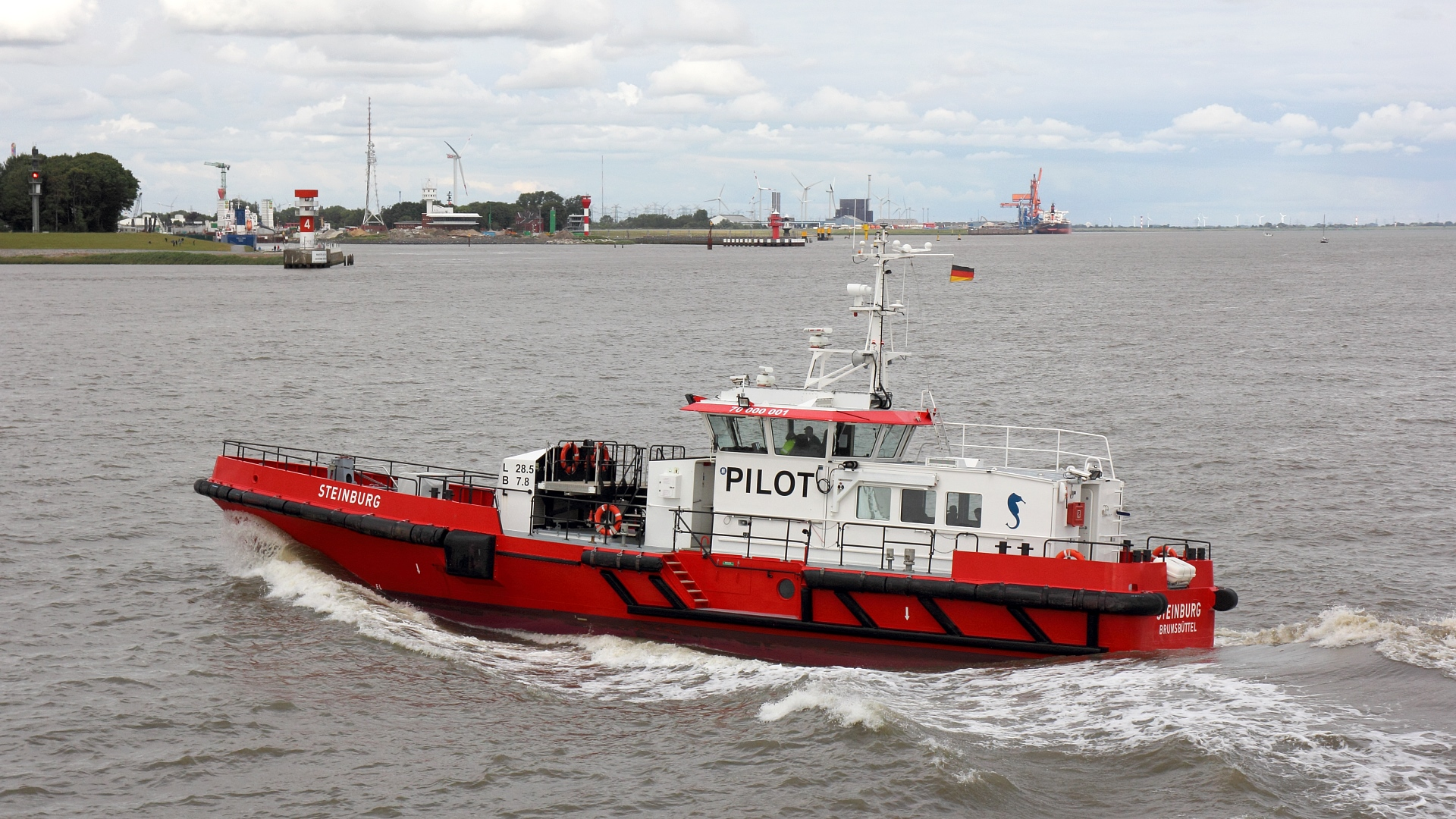
Schweden-Lotsenboot Steinburg vor Brunsbüttel
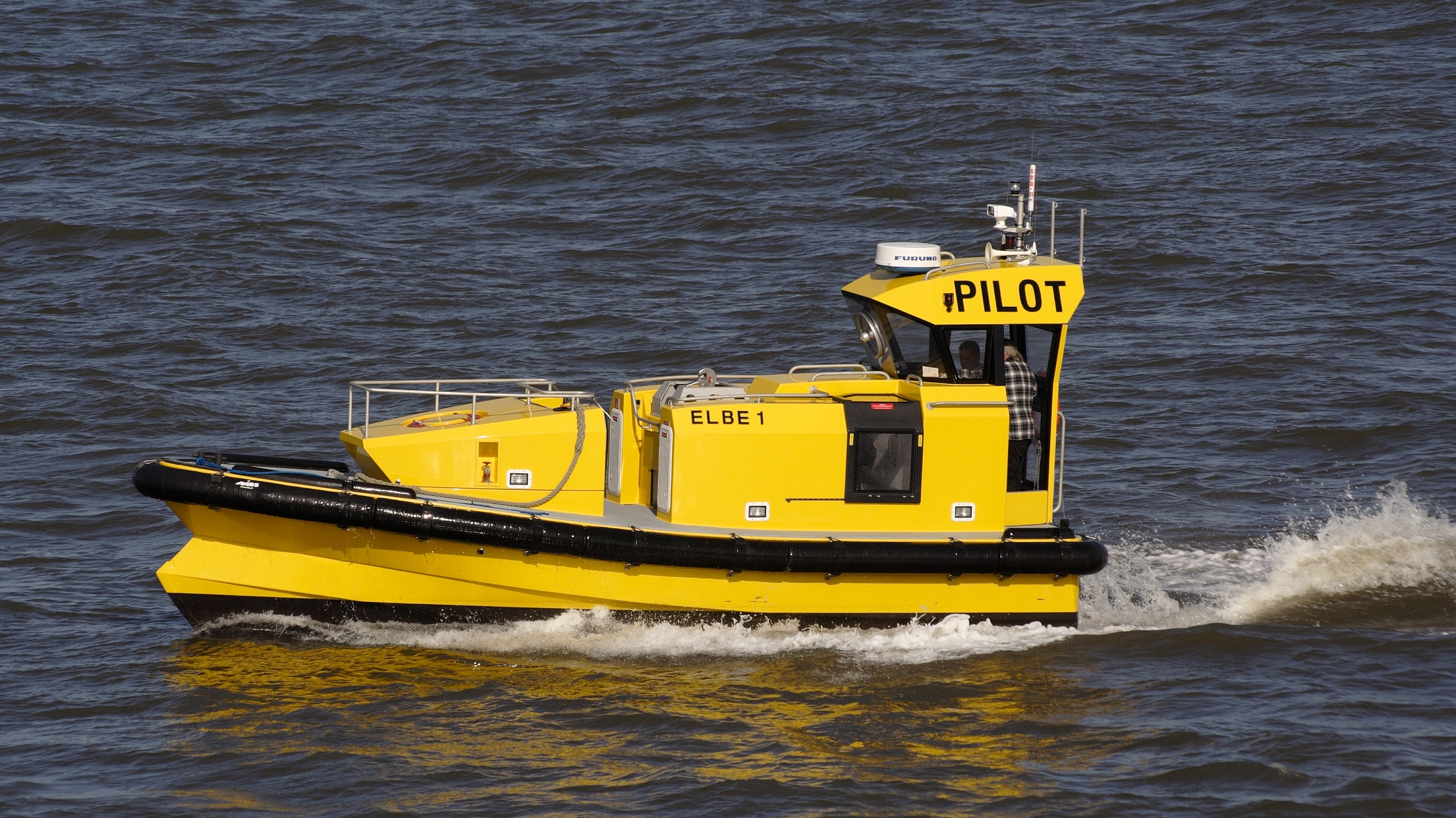
Elbe 1, Lotsenboot der Kraken-Klasse
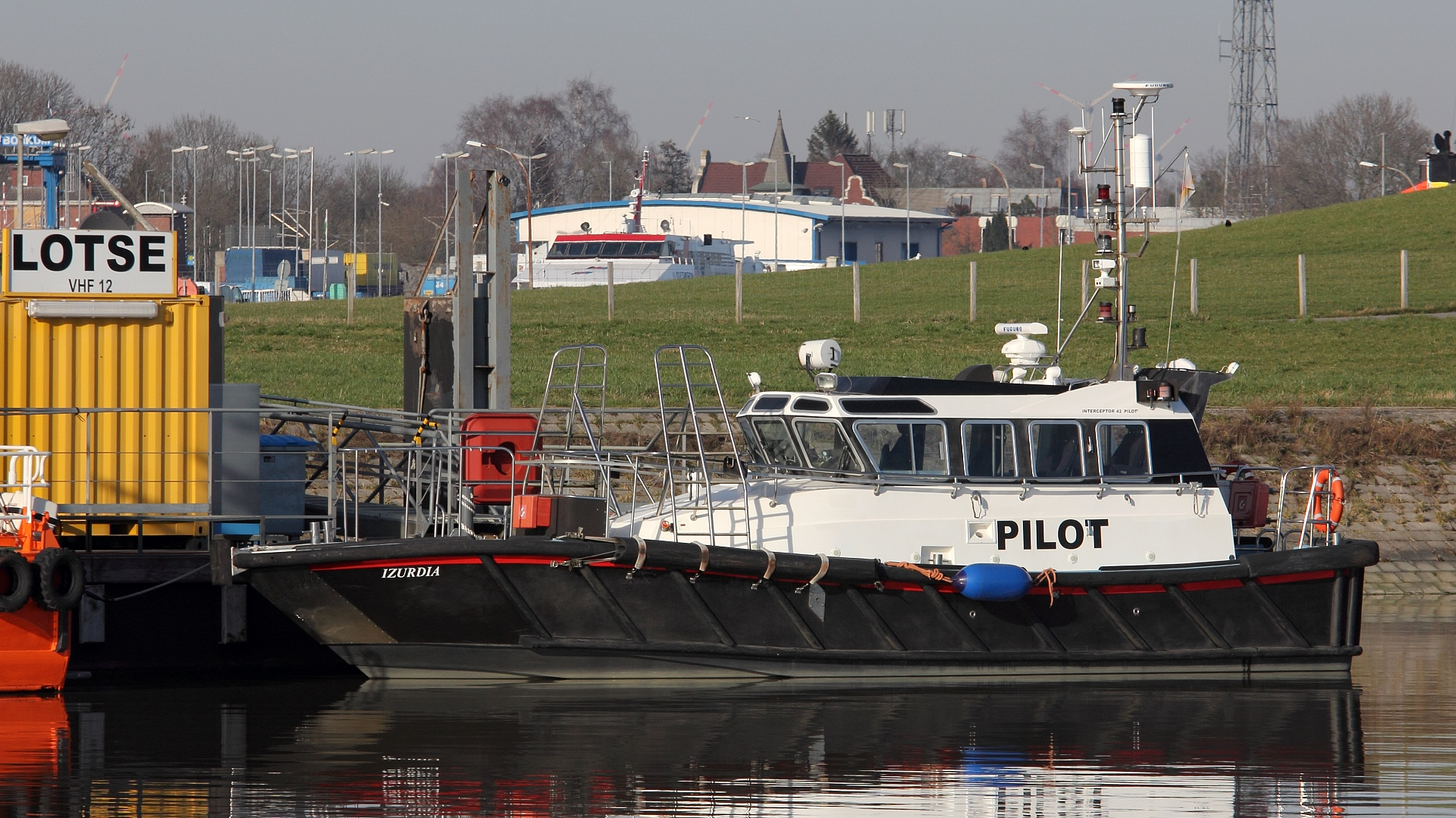
Lotsenversetzer Izurdia in Emden
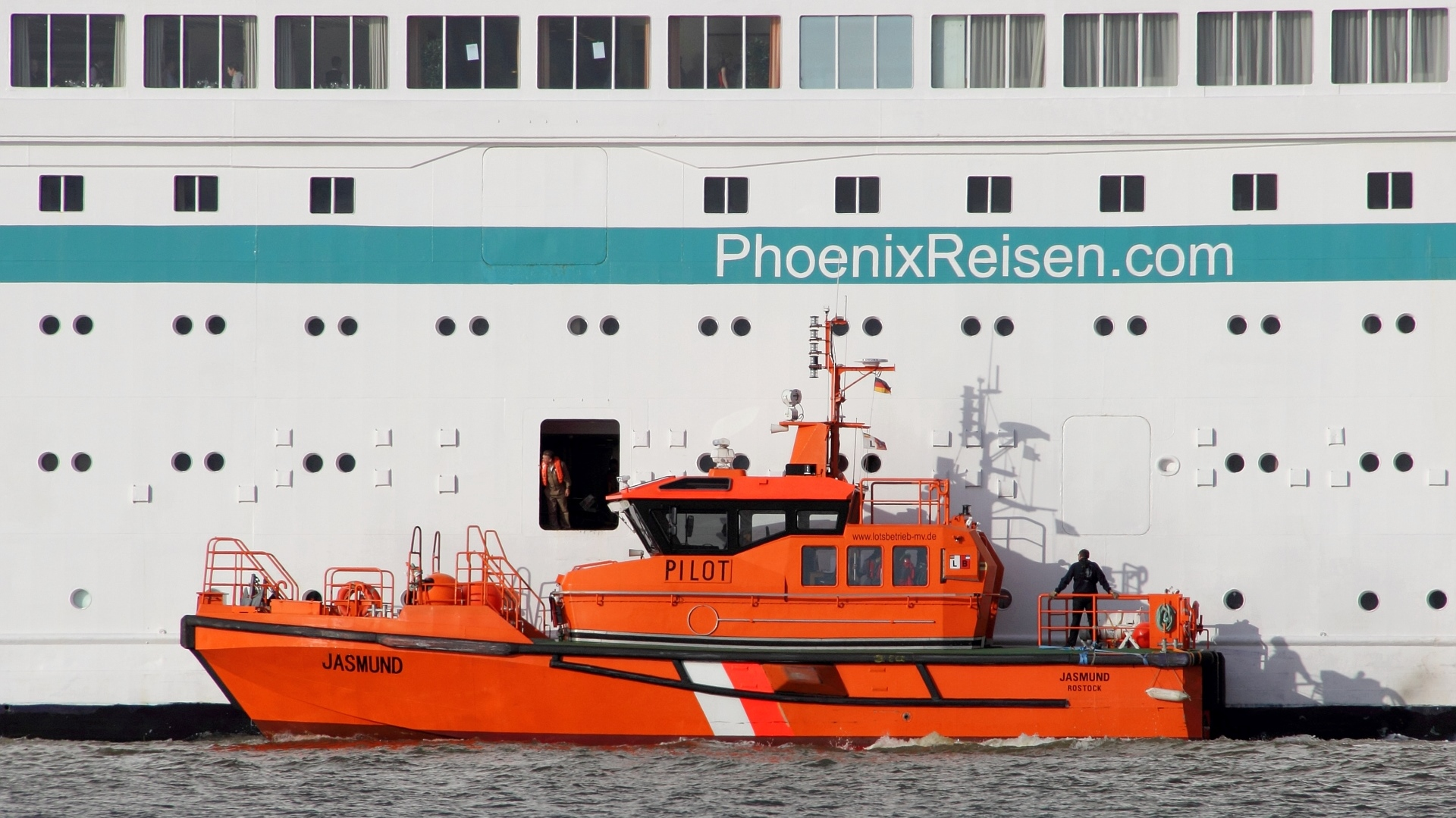
Lotsenversetzer Jasmund der Lotsbetrieb GmbH MV in Bremerhaven
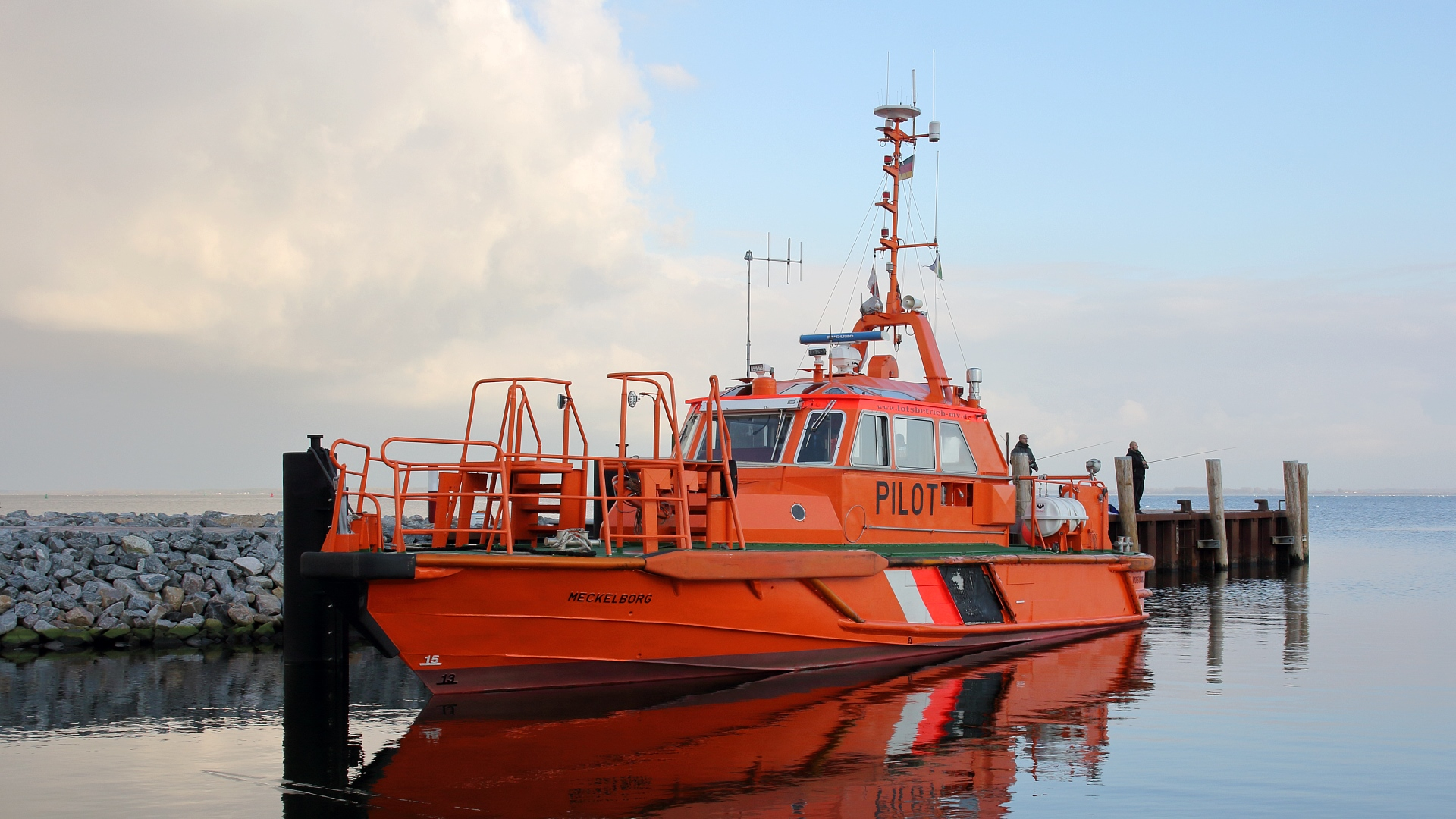
Versetzboot Meckelborg der Lotsbetrieb GmbH MV in Barhöft
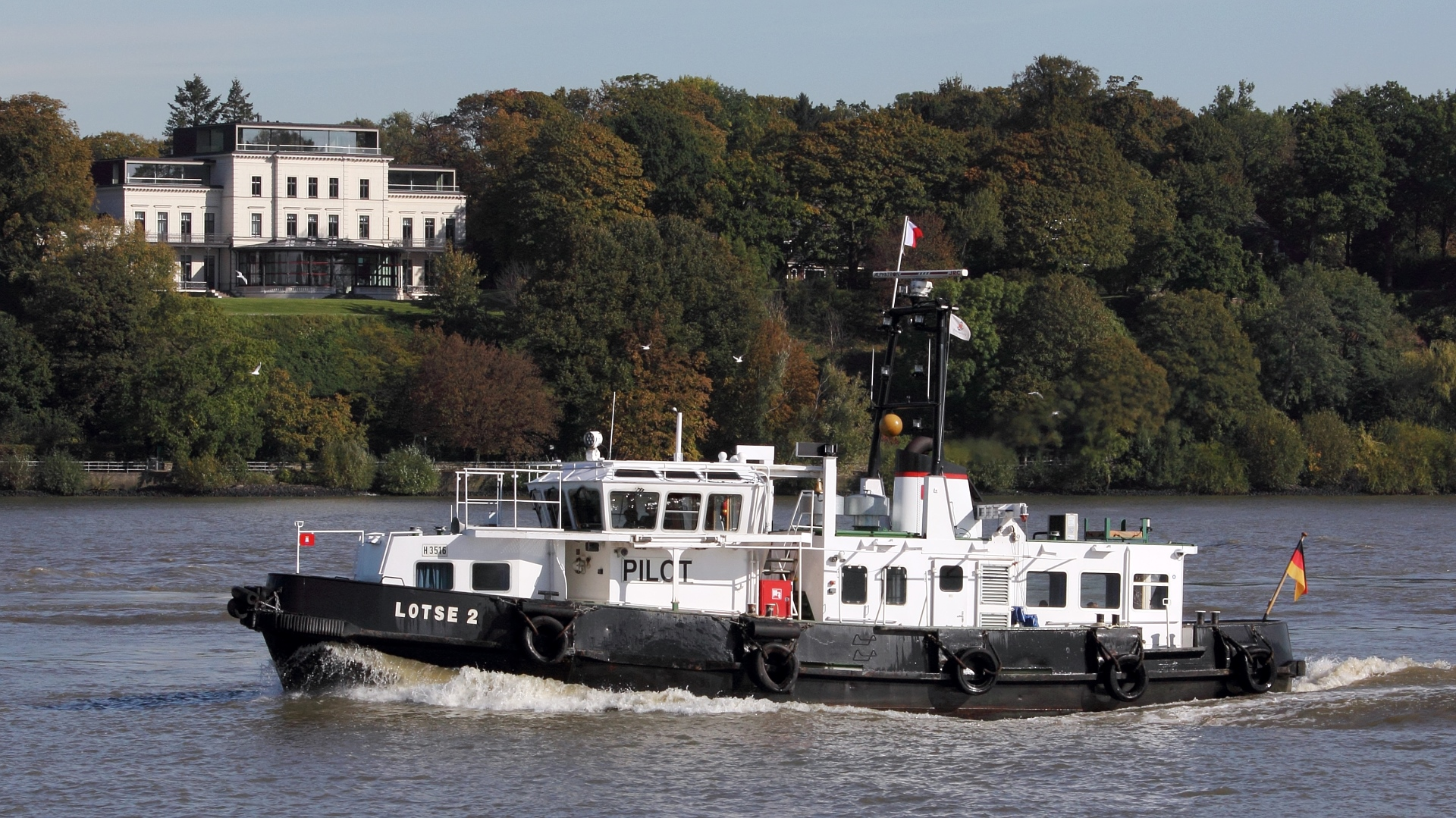
Versetzboot Lotse 2 der Hamburger Hafenlotsen

Hier noch eine kleine Auswahl ausländischer Lotsenboote:

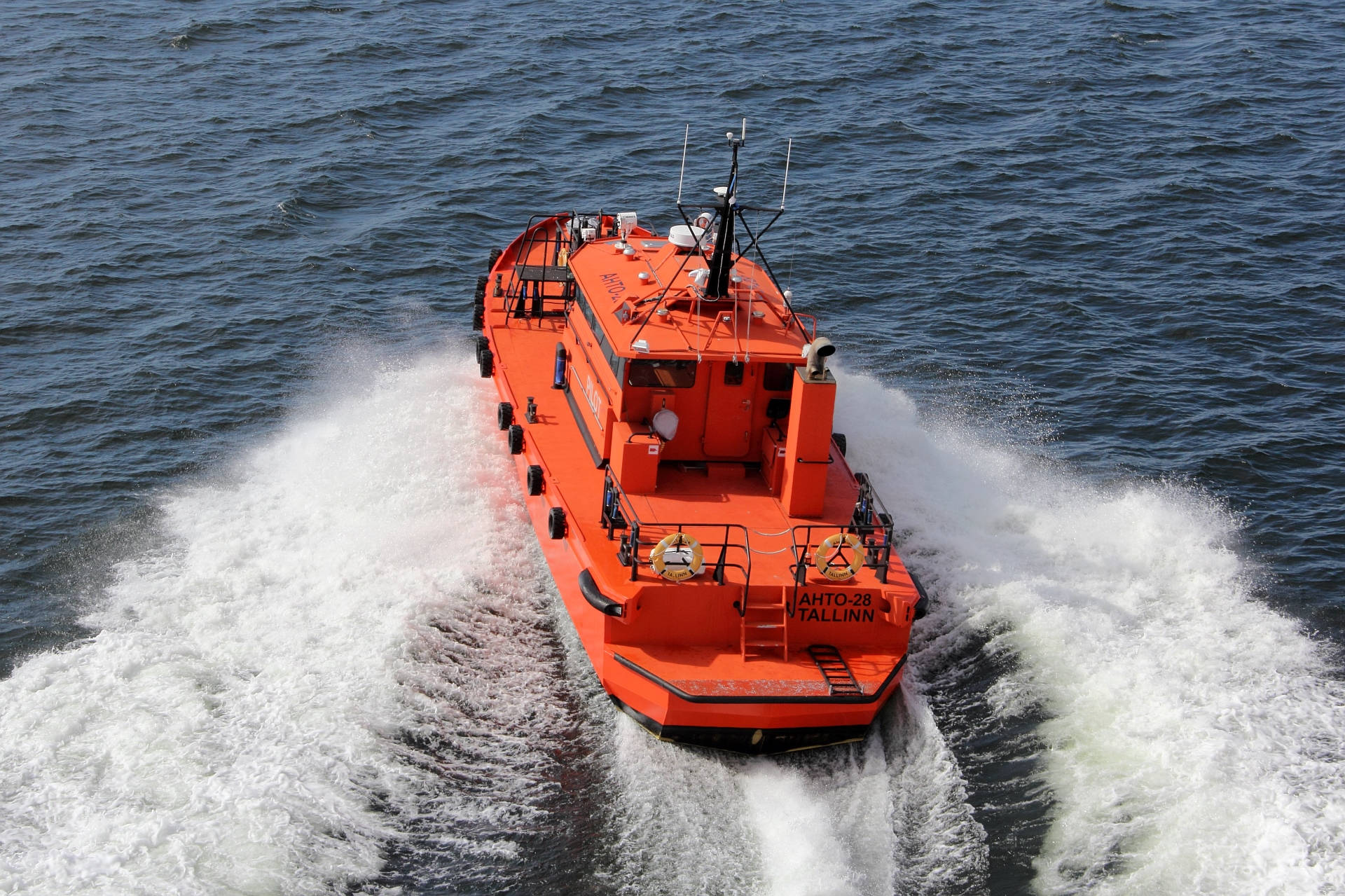
Estland: Lotsenboot Ahto-28 vor Tallinn
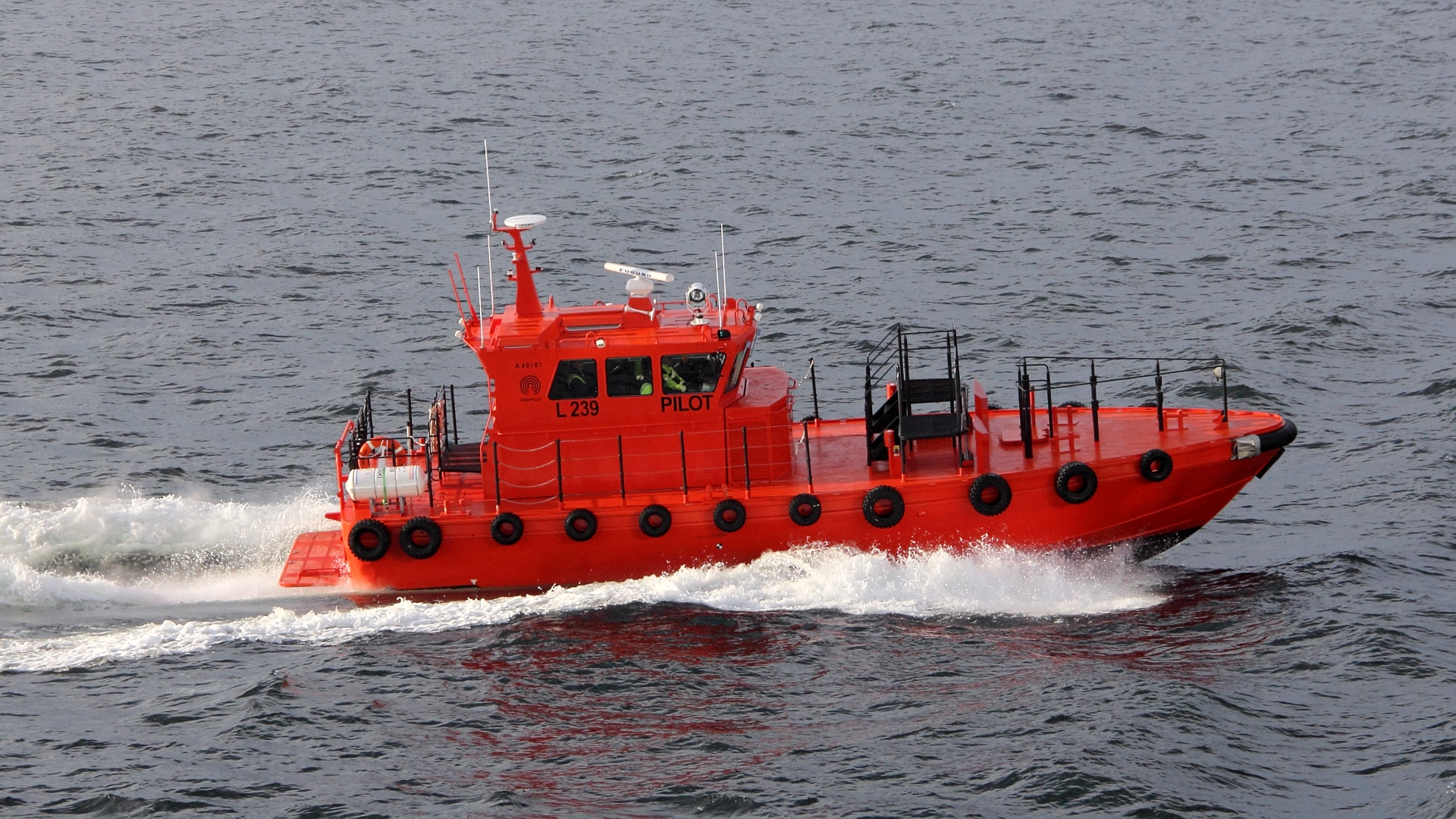
Finnland: Pilot L239 vor Helsinki
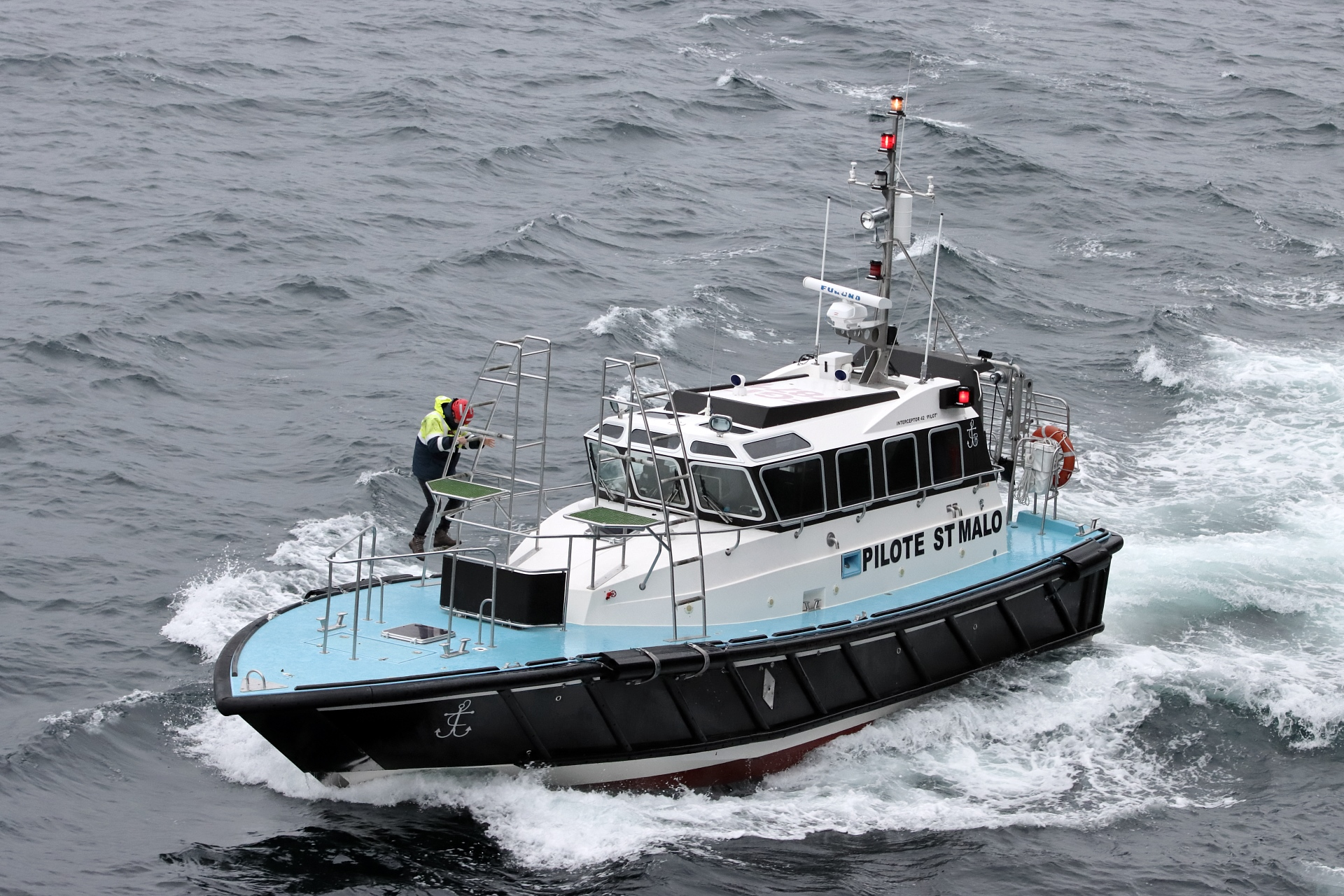
Frankreich: Lotsenboot La Chevaliere, Pilote Saint Malo
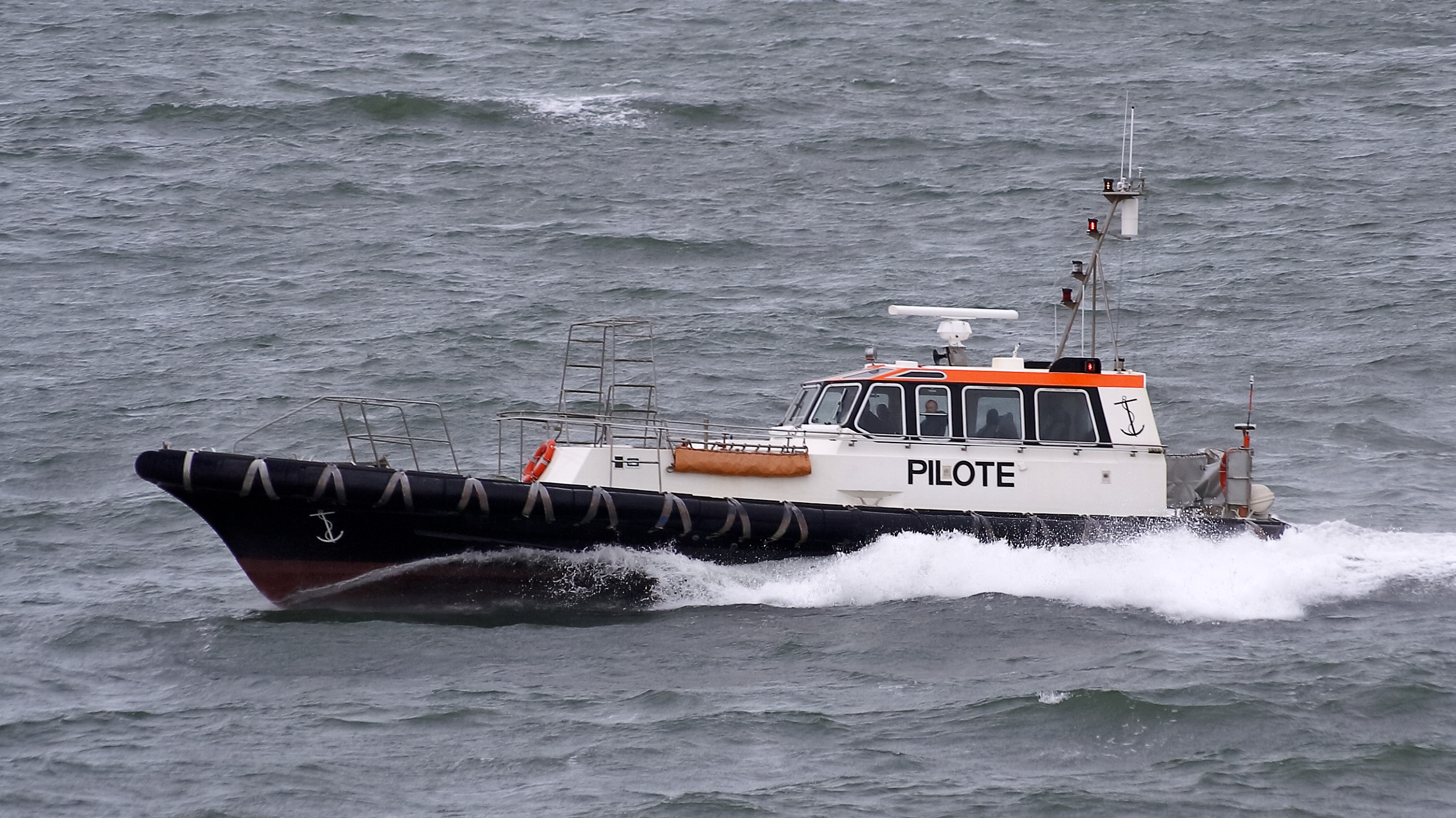
Frankreich: Lotsenboot Trebezy vor der Loire-Mündung
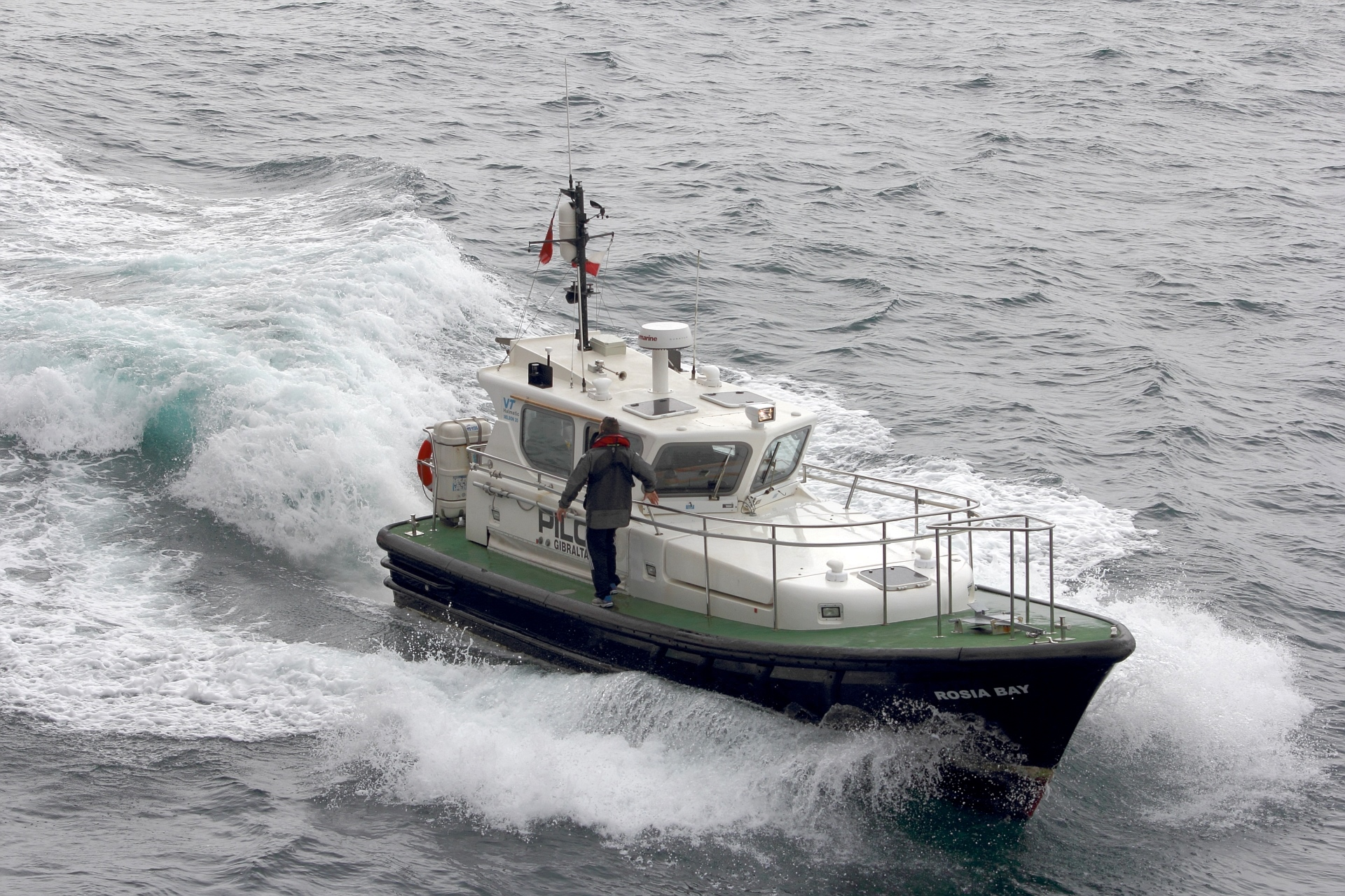
Gibraltar: Lotsenboot Rosia Bay
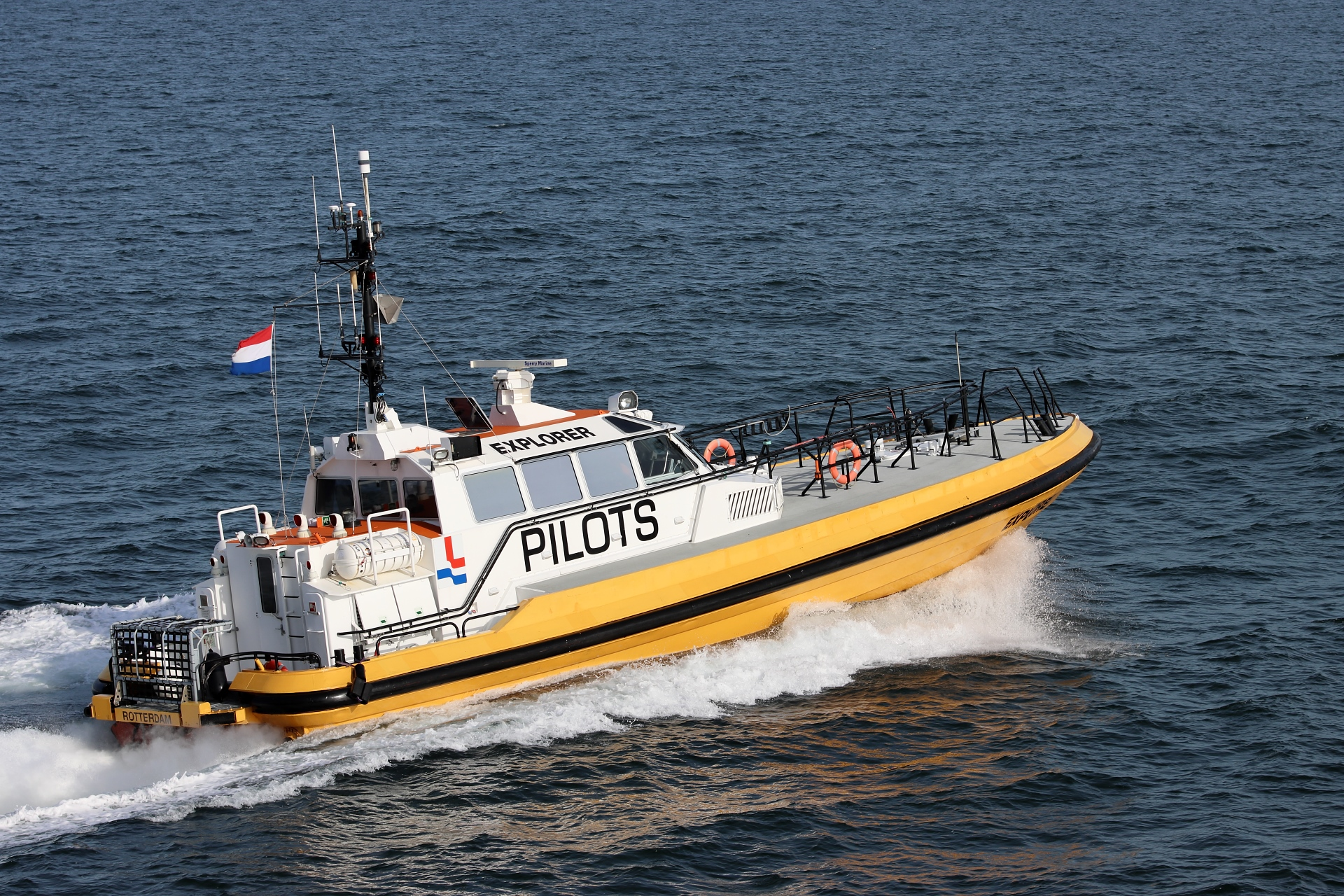
Niederlande: Lotsenboot Explorer im Wattenmeer vor Harlingen
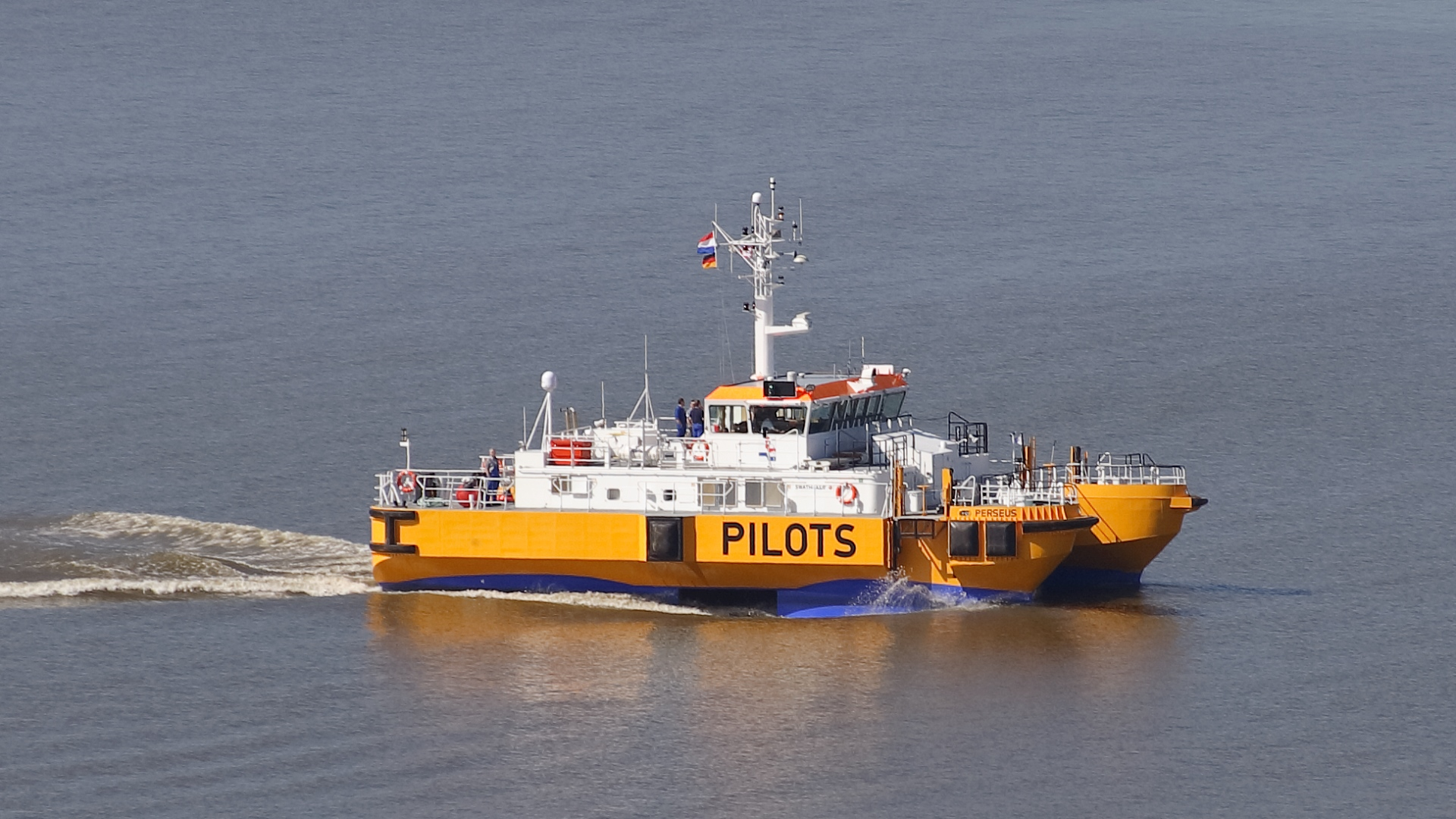
Niederlande: Lotsentender Perseus, Werftprobefahrt auf der Weser
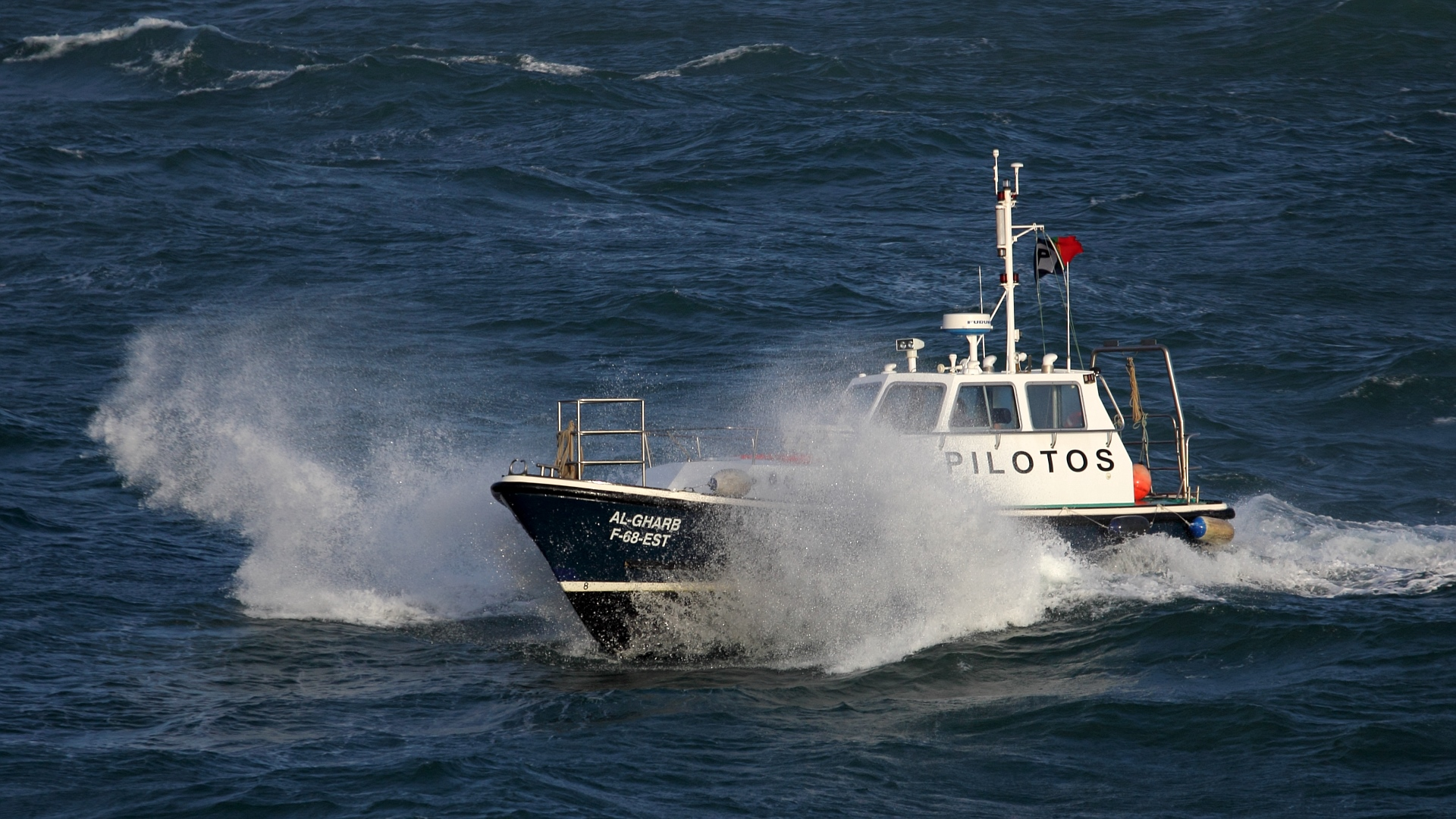
Portugal: Lotsenboot Al-Gharb vor Portimão
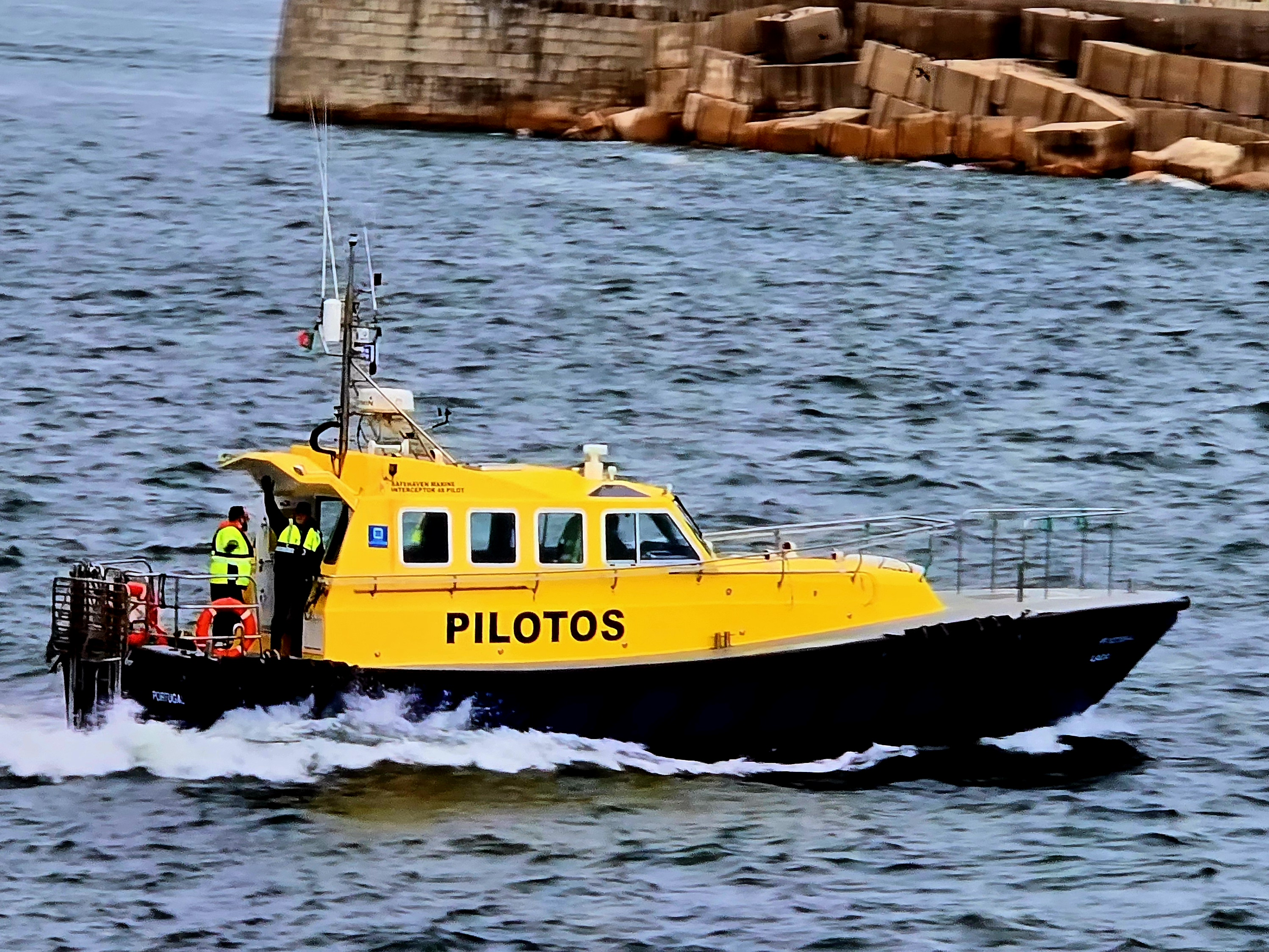
Portugal: Lotsenboot Lada vor dem Porto de Leixões
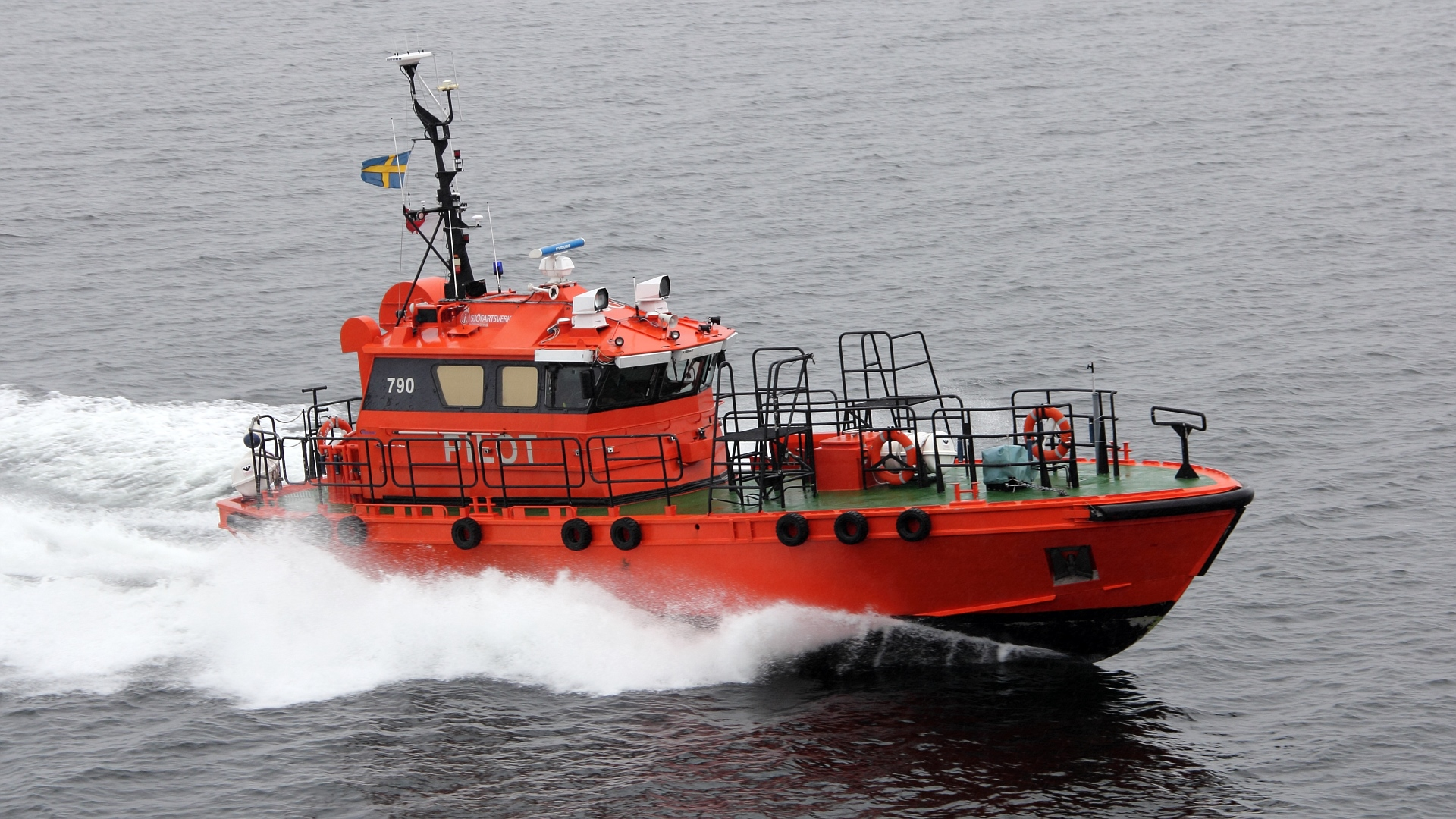
Schweden: Lotsenboot Pilot 790 bei Kalmar
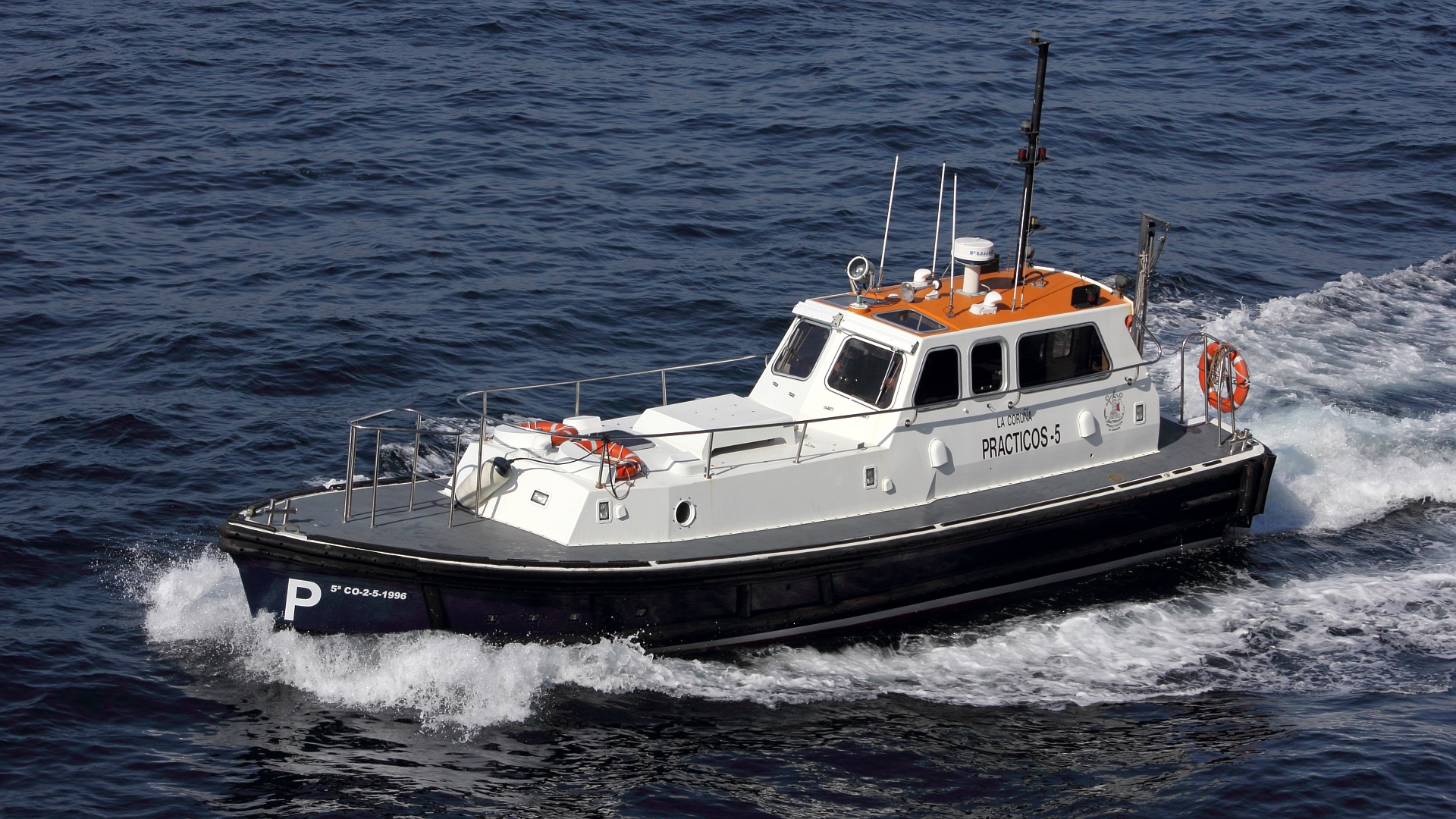
Spanien: Lotsenboot Practicos-5 in A Coruña
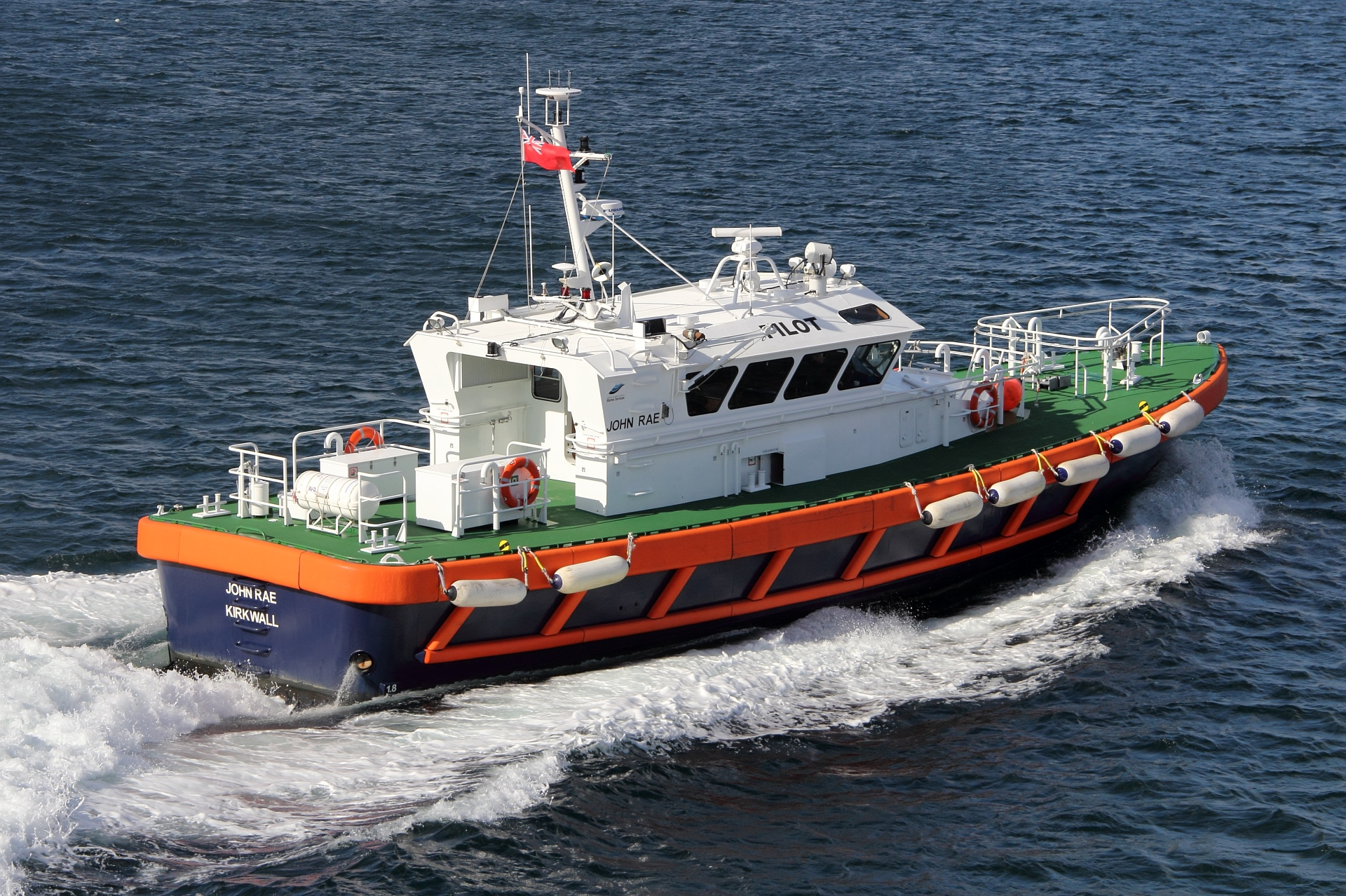
Lotsenboot John Rae von Kirkwall (Orkney)

## Organisation der Lotsenversetzung
In Deutschland stehen die Lotsenversetzboote der Seelotsen im Eigentum des Bundes, mit Ausnahme der Boote in Mecklenburg-Vorpommern und der Hafenlotsen in Hamburg. Der Bund hat die Bewirtschaftung der Bundeslotsenkammer übertragen, die damit den in Hamburg ansässigen Lotsbetriebsverein e. V. mit Außenstellen in Emden, Bremerhaven, Cuxhaven und Kiel beauftragt hat. Der Lotsbetriebsverein betreibt (2023) mit 460 Mitarbeitenden 39 Versetzfahrzeuge sowie 16 feste und 3 schwimmende Lotsenstationen.
In Mecklenburg-Vorpommern wird der Versetzdienst von der Lotsbetrieb GmbH Mecklenburg-Vorpommern wahrgenommen. Sie verfügt über eine Flotte von neun Versetzbooten. Den Hafenlotsen in Hamburg stehen die vier Lotsenboote der Flotte Hamburg zur Verfügung. Die Hafenlotsen in Bremerhaven können die Boote des Lotsbetriebsvereins mit nutzen.
In den anderen europäischen Ländern ist das Lotsenwesen zum Teil ähnlich, zum Teil aber auch völlig anders organisiert: von zentral staatlich, dezentral staatlich, in privatwirtschaftlicher Rechtsform in Eigentum des Staates bis hin zu dezentral bei den einzelnen Hafenverwaltungen.
Neben der Lotsenversetzung per Wasserfahrzeug gibt es bei bestimmten Schiffen oder in bestimmten Situationen auch die Versetzung per Helikopter.

## Siehe auch

Signalflagge „H“ („Lotse an Bord“)